# Joshua Reynolds
Pour les articles homonymes, voir Reynolds.
Joshua Reynolds, né le 16 juillet 1723 à Plympton (en) (comté de Devon) et mort le 23 février 1792 à Londres, est un peintre, graveur et essayiste britannique.
Spécialisé dans l'art du portrait, il est le premier président et cofondateur de la Royal Academy. Il est appelé « le prince des portraitistes » tant il s'est consacré à cet art (on lui doit plus de deux mille portraits) qu'il a porté à son sommet.
Selon Pierre Rosenberg (1985), « Reynolds, ambitieux, allie dans ses portraits historiques, l'intellectualisme et le romantisme avec une audace psychologique bien nouvelle, inconnue à cette date en Europe continentale ».

## Biographie

### Jeunesse
Né le 16 juillet 1723 à Plympton (en) dans le Devon, Joshua est le troisième fils du révérend Samuel Reynolds (1681–1745), directeur de la free grammar school de la ville. Son père, réputé curieux de tout et très ouvert, qui avait un frère intendant à Oxford, n'envoya aucun de ses enfants à l'université, sans doute faute de moyens.
Grandi dans un milieu lettré disposant de la belle bibliothèque familiale, le jeune Joshua se passionne pour la littérature et les idées. L'un des penseurs contemporains qui le marqua toute sa vie reste le prêtre Zachariah Mudge (1694–1769) dont la pensée est tout entière modelée par Platon. Sur le plan théorique et artistique, il possédait un exemplaire annoté de l'essai de Jonathan Richardson, Theory of Painting (1715). Il prend connaissance des écrits de Léonard de Vinci, de Charles-Alphonse Du Fresnoy et d'André Félibien.
Humphrey, son frère aîné, lieutenant de vaisseau, meurt noyé en 1741. Robert, son second frère, est quincailler à Exeter. Le père prévoit pour son troisième fils une carrière d'apothicaire. La sœur aînée de Joshua, Mary Palmer (1716–1794), qui admirait ses dessins de jeunesse, semble avoir eu une grande influence sur sa destinée artistique. C'est elle, qui, en 1740, fournit les 60 £, soit une partie des frais d'inscription aux cours du peintre portraitiste Thomas Hudson, et c'est de nouveau elle qui réglera les frais du voyage en Italie, en 1749. On ignore ce qui poussa en fin de compte le révérend Reynolds à céder aux désirs de son fils d'être artiste : toujours est-il qu'en octobre 1740, Joshua, 17 ans, rejoint l'atelier londonien de Thomas Hudson, artiste également originaire du Devon.

### Formation et carrière

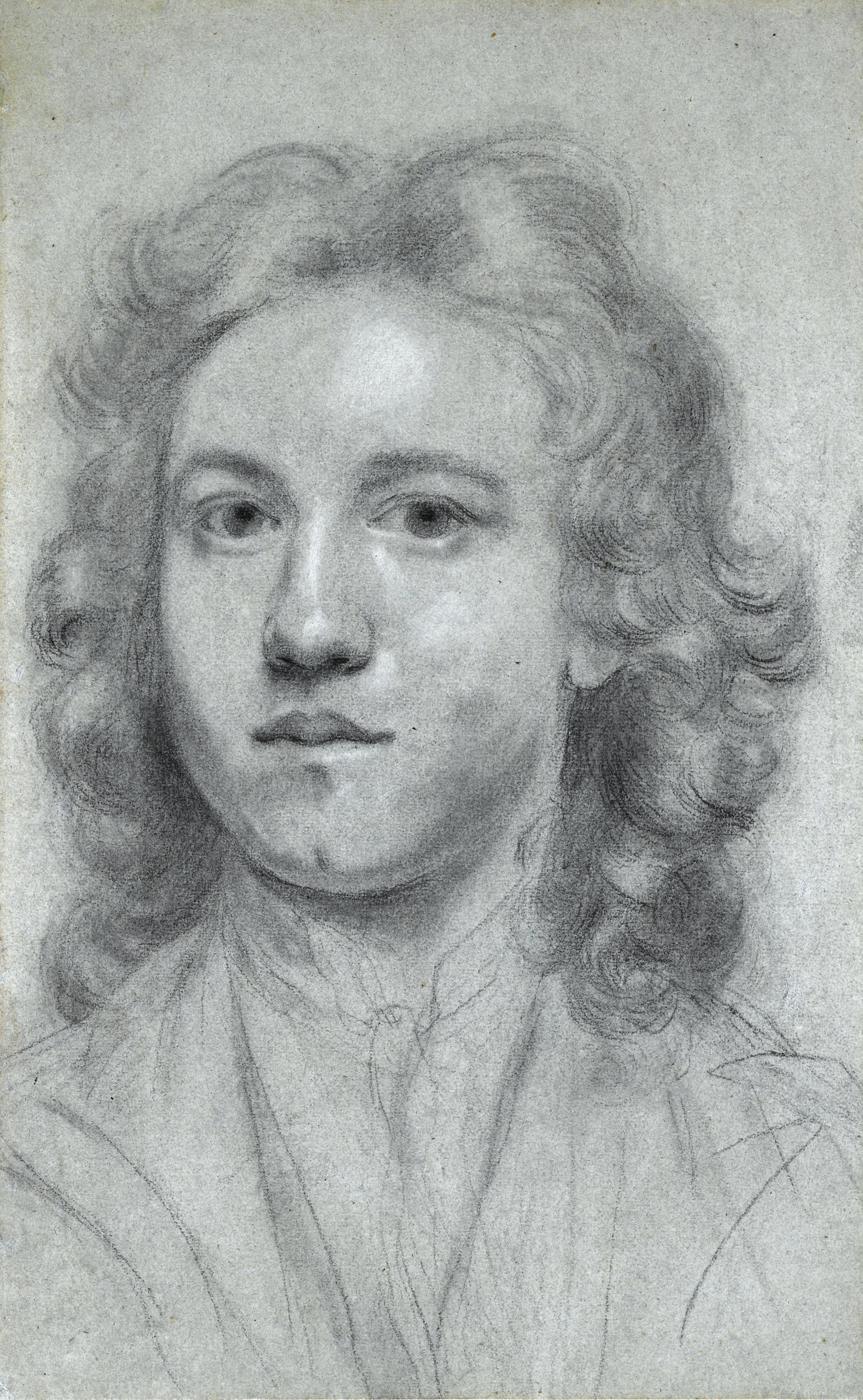
Autoportrait dessiné à l'âge de 17 ans (collection particulière).

#### Portraitiste dans le Devonshire
Le contrat d'apprentissage est d'une durée de quatre ans : or, Reynolds quitte Hudson durant l'été 1743. Leurs relations demeurant cordiales, on ignore le pourquoi de cette rupture ; toutefois, deux témoignages d'époque rapportent l'existence d'une querelle. De retour au pays natal, il est connu comme portraitiste à Plymouth Dock, entre l'automne 1743 et l'été 1744. Vers la fin de cette année, il est de retour à Londres, où il exerce encore en mai 1745, également comme portraitiste. Son père meurt. Il rejoint ses sœurs dans une maison à Plymouth Dock. Ses premiers portraits représentent des personnalités locales, de forme ovale et composés en buste. Considéré comme inaugural, The Eliot Family (collection Eliot), un portrait de groupe traité à la manière d'une conversation piece, doit beaucoup à Van Dyck, mais aussi sans doute à William Hogarth. Quand il était au service de Hudson, il est entré en relation avec le beau-frère de celui-ci, Jonathan Richardson ; de même, la bibliothèque et la collection d'œuvres d'art de son maître alimentent la curiosité du jeune peintre. Hudson l'envoya plusieurs fois le représenter dans des ventes aux enchères et au cours de l'une d'elles, il croisa Alexander Pope avec qui il restera en relation épistolaire. En moins d'une dizaine d'années, Reynolds forge son style, s'émancipant de Hudson, s'amourachant des artistes italiens du siècle passé tels Le Guerchin. Il connaît un premier succès public avec le portrait d'un officier de marine habillé d'une grosse fourrure, L' Honorable capitaine John Hamilton (1746, The Abercorn Heirlooms Trust). L'idée de faire le Grand Tour germa sans doute grâce à une rencontre déterminante, un autre officier de la Royal Navy, le Commodore Augustus Keppel.

#### Voyage en Italie
Fin avril ou début mai 1749, le baron Richard Edgcumbe, un ami de sa famille, le présente au commodore Keppel qui doit entreprendre une mission auprès du bey d'Alger. Le jeune Reynolds embarque à Plymouth sur le navire de Keppel, passe par Lisbonne, Gibraltar, puis Minorque, où il débarque et réside durant le second semestre, tandis que le navire poursuit vers Alger terminer sa mission diplomatique. Le 25 janvier 1750, Reynolds fait voile vers Livourne après avoir exécuté des portraits d'un certain nombre de militaires britanniques en poste aux Baléares. En avril, il s'installe à Rome grâce à l'argent envoyé par ses sœurs, et y reste deux années ; de ce séjour, nous sont parvenus deux carnets d'esquisses (British Museum) dans de grandes sanguines d'après des motifs de Raphaël, et des dessins de fresques et sculptures romaines. En avril 1752, après avoir visité Naples, il remonte vers Florence, Bologne, Venise puis arrive à Paris. En octobre, il retrouve son Devon natal. Début 1753, il s'installe définitivement à Londres dans un atelier situé à St Martin's Lane.
Le séjour romain apprend à Reynolds ses limites, le fait douter de lui-même : en anatomie, en géométrie, il prend conscience que les cours de l'Académie lui font défaut, peut-être doit-on voir ici la véritable raison d'entreprendre ce voyage ; il s'en plaint à Edgcumbe qui lui conseille de prendre des cours auprès de Pompeo Batoni, le peintre romain le plus en vue, mais, têtu, Reynolds s'y refuse. Dans La Parodie de l'école d'Athènes (1751, Galerie nationale d'Irlande), composition de groupe très hogarthienne qu'il produit alors, on le sent marqué par les caricaturas à la manière de Giuseppe Ghezzi et, s'il cède aux modes, c'est seulement dans le but de gagner de l'argent ; de même, sur certains portraits exécutés à Florence, il évite de peindre les mains, et en arrière-plan, les intérieurs ou les extérieurs, la figure se détachant sur des fonds assez improvisés, comme négligés. Il se cherche. Il ne trouve pas vraiment de révélations dans ses contemporains ; le peintre Francesco Zuccarelli, rencontré à Venise, ne le séduit pas. Il se tourne alors vers les siècles passés et cherche à percer les secrets des grands maîtres. L'un des premiers indices de son réveil reste le Portrait de Catherine Moore (été 1752, Kenwood House) exécuté à Paris.

« Les peintres vénitiens donnent plus d'un quart du tableau à la lumière... un autre quart au plus fortes ombres possibles et le reste aux demi-teintes, tandis que dans les ouvrages de Rembrandt par exemple, la masse des bruns est huit fois plus importante que la masse de clairs. »

#### Vers lagrande maniera

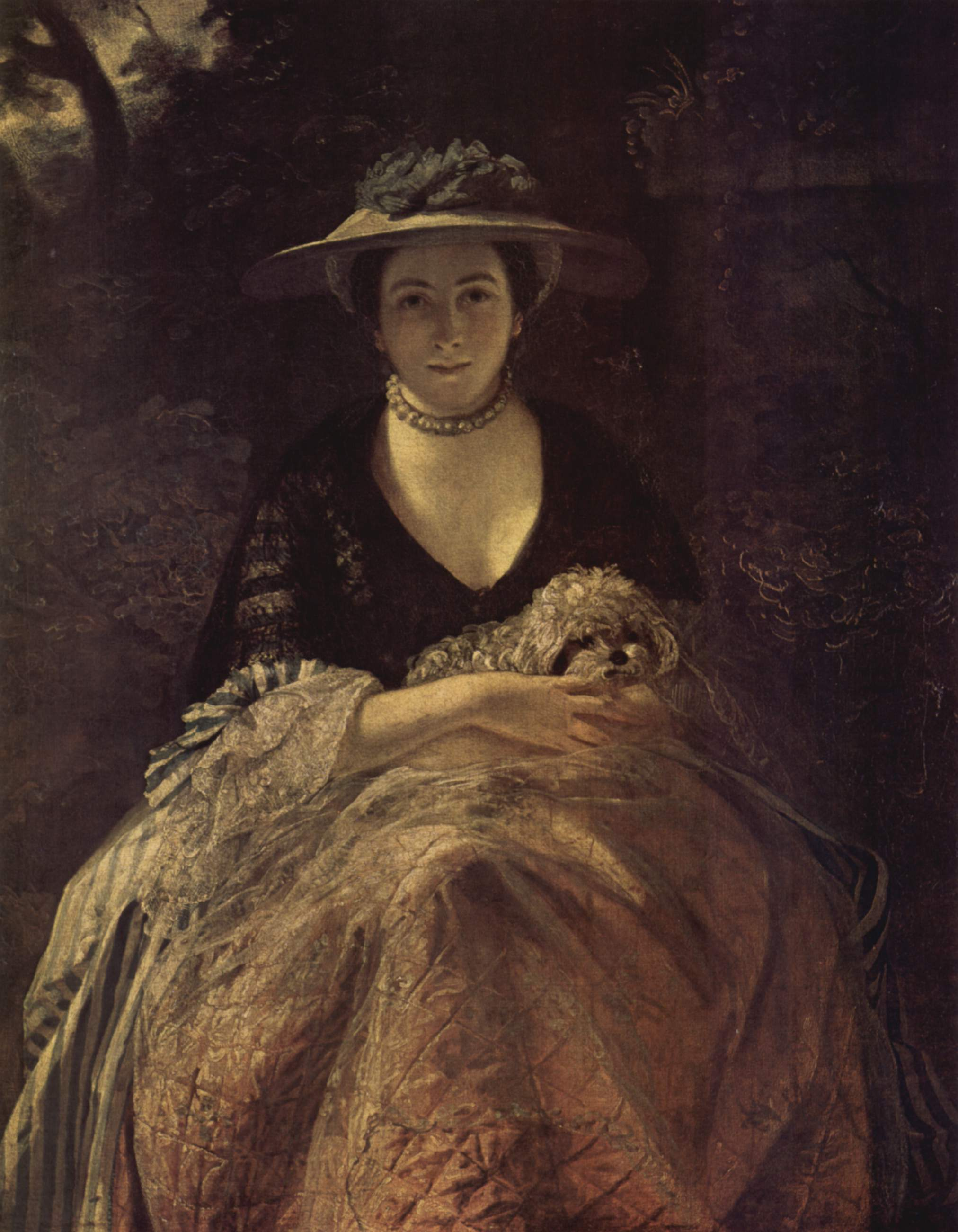
Portrait of Nelly O'Brien (1763), Londres, The Wallace Collection.

Edgcumbe, protecteur de Reynolds, l'aide à obtenir des commandes de portraits auprès de l'aristocratie londonienne. Succès aidant, il déménage sur Great Newport Street, un plus grand espace, où les visiteurs peuvent admirer le peintre au travail et de nombreux tableaux, esquisses, miniatures accrochés ici et là. Il reçoit parfois six modèles par jour venant poser une heure chacun. Sa sœur Frances (dite Fanny) l'a rejoint et l'aide à exécuter des miniatures. De cette époque date le Portrait de Giuseppe Marchi (1753, Royal Academy of Arts), un jeune Romain qui était devenu son assistant à Londres : curieusement, ce travail constitue un véritable hommage à Rembrandt. Mais ce sont les premiers portraits en pied qui vont assurer sa notoriété de Reynolds. Les succès des années 1750 le mettent en concurrence avec Hudson, Allan Ramsay, Benjamin Wilson et Jean-Étienne Liotard ; il augmente ses prix, demandant 5 guinées pour un portrait en buste en 1752 et 25 cinq ans plus tard, alors que la demande augmente. En 1759, il publie son premier texte sur l'art dans The Idler dirigé par Samuel Johnson.
Il déménage durant l'été 1760 à Leicester Fields, vaste maison campagnarde avec jardin, où il fait donner un bal costumé inaugural avec domestiques en livrées. Selon Samuel Johnson, que Reynolds fréquente alors, il est profondément marqué par le théâtre, la scène, et l'exercice du regard, des expressions qui s'y manifestent : qu'est-ce qui passe auprès du spectateur ? comment la peinture de portrait permet alors d'augmenter le pouvoir de l'œil humain ? Cet effet « scopique » se retrouve dans les portraits de cette époque. Peu sociable, Johnson y paraît tout de même paré de dentelles de fils d'or, parce qu'on y présente sa tragédie Irène. 1760, année du couronnement de George III, voit aussi Reynolds offrir des œuvres à la Royal Society of Arts qu'il avait rejointe quelque temps plus tôt ; cherchant à séduire le nouveau souverain, alors qu'Allan Ramsay se retirait peu à peu du « marché », Reynolds se heurte à Francis Cotes, favori de la reine. En 1762, il prend connaissance des tableaux de Thomas Gainsborough, un peintre plus bohème et moins ambitieux, et qu'il va progressivement admirer justement pour son obstination et sa palette, puis compose Garrick entre la Tragédie et la Comédie.
En 1764, il fonde avec Johnson « The Club » où les rejoindront Oliver Goldsmith, Edmund Burke, Giuseppe Baretti, Henry Thrale, David Garrick et Angelica Kauffmann ; de fait, c'est l'entourage du peintre, et tout ce monde se réunit souvent dans la maison de Leicester Fields. En 1766 il est membre de la Société des Dilettanti.
Fatigué, travaillant sans cesse sept jours sur sept, il tombe gravement malade et commence à craindre de devenir sourd. Cette même année, Carle Van Loo lui rend visite ; l'influence du cosmopolitisme français est alors sensible chez Reynolds.

#### Un nouveau souffle

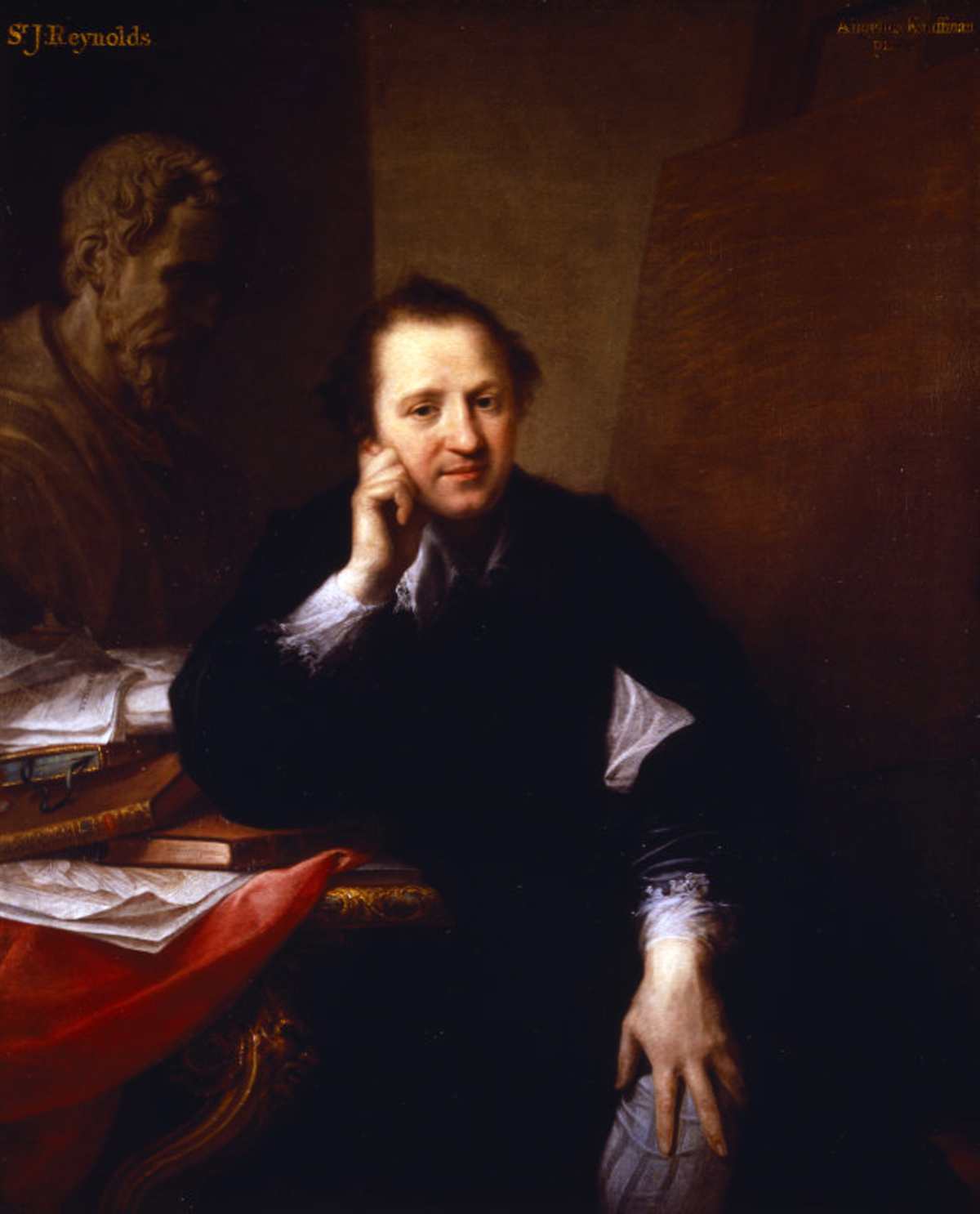
Sir Joshua Reynolds (1723-1792)
par Angelica Kauffmann, 1767
Saltram (Devon

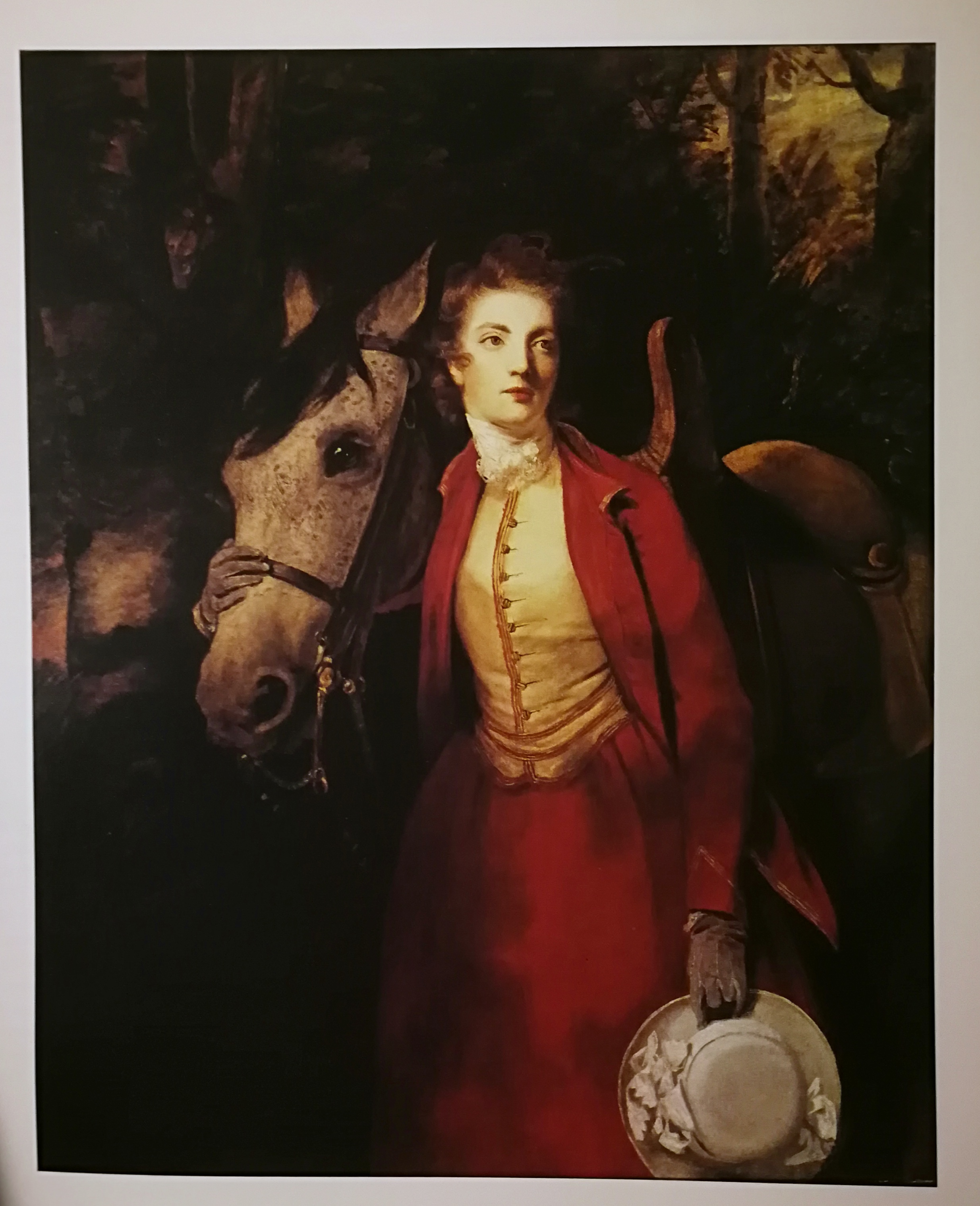
Lady Spencer en habit de cheval (vers 1775), collection Rothschild.

En septembre-octobre 1768, il visite pour la deuxième fois Paris et rend visite à François Boucher en compagnie de William Burke, frère d'Edmund, son protecteur ; il visite le château de Versailles puis la manufacture des Gobelins et de Sèvres.
Le 14 décembre il est élu à l'unanimité président d'une nouvelle institution placée sous l'égide de George III, la Royal Academy of Arts. L'année suivante, il y prononce en janvier son premier Discourses on Art et inaugure la première exposition,. Reynolds entreprend de peindre Vénus réprimandant Cupidon (exposé en 1771, Kenwood House), visiblement influencé par Boucher. Il est décoré chevalier en 1769 et ses quinze Discours sur la peinture, prononcés à la Royal Academy en 1769 et 1790 demeurent la contribution anglaise la plus convaincante et la plus émouvante à la théorie artistique occidentale inspirée de la Renaissance italienne.
En août-septembre 1771, il effectue son dernier voyage à Paris, en relation avec l'exposition de la collection Crozat ; les tableaux, négociés par Grimm et Diderot, iront en définitive en Russie, mais de cette époque date sans doute l'intérêt de Catherine II pour Reynolds, grâce à l'amitié d'Étienne Maurice Falconet qu'il a rencontré quelques années plus tôt (il avait pris son fils, Pierre-Étienne, en apprentissage). Il visite le Salon parisien.
En 1775 il est élu membre de l'Académie de Florence et en 1778, ses sept premiers Discours sont publiés.

#### Dernières années
Il subit deux accidents vasculaires cérébraux en 1779 et en 1782, mais il continue à voyager aux Pays-Bas en 1781 et 1785. À la mort de Ramsey, en 1784, il est nommé Premier Peintre du Roi, malgré l'antipathie personnelle de George III. Sa myopie croissante à la fin des années 1780 entraîne une diminution de sa production. Il expose pour la dernière fois à l'Académie Royale en 1790.
Selon son amie la romancière Frances Burney, vers la fin de sa vie, Reynolds est frappé de surdité et utilise un cornet acoustique ; elle ajoute qu'il possédait « une disposition de caractère qui mettait tout le monde à l'aise dans sa société », ce que confirment Samuel Johnson, Edmund Burke ou William Makepeace Thackeray.
Après avoir perdu l'usage de l'œil gauche en 1789, il meurt le 23 février 1792 à Londres à Leicester Fields (actuellement Leicester Square). Il est enterré dans la cathédrale Saint-Paul.
Sa prospérité lui a permis de réaliser une grande collection de tableaux.

## L'atelier de Reynolds: élèves, disciples, influences
Très demandé à partir de la fin des années 1750, Reynolds met en place une structure en atelier, chez lui, au sein duquel, hiérarchisées, se trouvent différentes sortes d'assistants, femmes et hommes, plus que des élèves à proprement parler, et à qui il transmet moins ses idéaux que ses techniques : par l'incroyable masse de portraits produits, du fait aussi qu'il était réputé pour tenir ses délais et conserver toujours une bonne humeur, on sait qu'il faisait faire par ses aides certains arrière-plans de ses compositions, en tous les cas le glacis final, voire des copies de plus petites dimensions de certains originaux (lesquels, une fois achevés, puis exposés, partaient chez le commanditaire) ; en tous les cas il fait produire des copies de ses originaux et des portraits en miniatures, qui permettaient de gagner de quoi payer l'ordinaire d'une structure collective certainement difficile à gérer et où sa sœur Frances joua un rôle d'intendance très important. Il est toujours l'auteur de l'esquisse initiale, et n'hésite pas à recouvrir des pans entiers de certains motifs qu'il estime non satisfaisants ; il travailla sa palette, parfois avec des résultats douteux, les mélanges se dégradant avec le temps (il est obsédé par le secret du rendu des lumières chez certains peintres anciens), ce dont il était conscient. Cet atelier est surtout un lieu de rencontres, de fêtes, de discussions, d'échanges. Peintres et penseurs, politiques et hommes d'affaires s'y croisent comme dans un club ou un salon, à l'image de ce qui se produit dans la France des Lumières,.
S'il enseigne, c'est sur un plan théorique, dans le cadre de la Royal Academy et face à des étudiants qui y étaient inscrits gratuitement, à partir de 1769 (discours inauguraux, conférences), mais rarement sous la forme de cours de formation pratique. En revanche, sur le plan de la gravure, il développe et supervise, toujours dans son atelier, la traduction de tout son œuvre peint sous la forme d'eaux fortes et fait appel à des dizaines d'aquafortistes dont il contrôle le travail ; il assure aussi l'impression et la distribution des estampes, et du même coup, sa notoriété gagne les classes bourgeoises. Cette façon de procéder, de contrôler toute la chaîne de production, héritée de William Hogarth, le rapproche des premiers maîtres de la Renaissance (Andrea Mantegna, Michel Ange) dont il était très épris : d'ailleurs, son dernier Discourse on Art exhorte les étudiants à retrouver the path of Michelangelo. Incidemment, c'est John Ruskin, des années plus tard, qui prit le relais de cette quête des origines. Déroutant, Reynolds est à la fois un conservateur et un innovateur : c'est donc un moderne au sens où, très intuitif, il retrouve et synthétise les forces créatrices du passé qu'il expérimente afin de les réinjecter dans ses créations. Alors que le marché de l'art londonien s'impose vers 1780-1790, on peut voir Reynolds comme un relais, un médiateur, et son influence en matière de formation du goût, sur les artistes du XIXe siècle et les amateurs d'art en général, est considérable,.
Parmi les peintres qui travaillèrent aux côtés de Reynolds, on peut citer Pierre-Étienne Falconet (1766), James Barry (1771), Joseph Mallord William Turner (1789-1792).

## Œuvre
Joshua Reynolds compose de nombreux autoportraits : celui exécuté à l'âge 17 ans (collection particulière) ; puis l’Autoportrait à la main en visière (fin des années 1740), le seul où l'artiste se représente peignant (National Portrait Gallery) ; celui des années 1745-1749 (Walter O. Evans Collection of African American Art) ; celui de 1774-1775 dit « à la manière de Rembrandt » (Florence, musée des Offices) qui inaugure une série où l'artiste pose en tenue rouge d'académicien (une variation de 1780 est à la Royal Academy) ; l’Autoportrait en homme sourd (1775, Tate Britain) ; et enfin les portraits tardifs, dont celui où il porte des lunettes et arbore une moustache (vers 1788, Dulwich Picture Gallery). Sa lèvre supérieure présente une boursouflure, conséquence d'une chute de cheval au début de son adolescence.

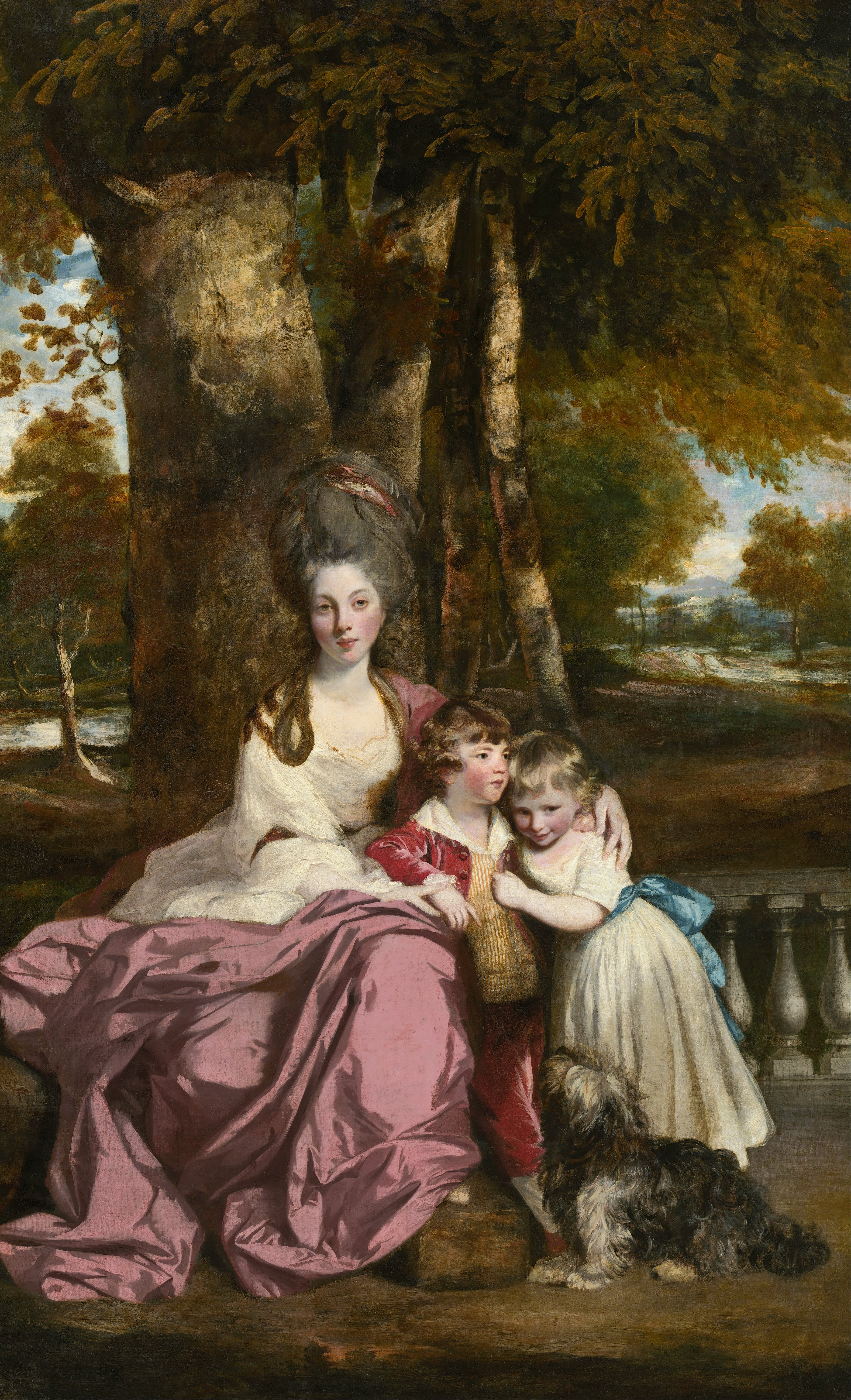
Lady Elizabeth Delmé and her children (1777-1779), Washington, National Gallery of Art.

- Autoportrait, 1748, National Portrait Gallery, Londres

### La Notoriété des années 1750
Ce sont ses premiers portraits en pied qui vont assurer sa notoriété. Celui du commodore Keppel (1753), du capitaine Orme, de Peter Ludlow (1755, Woburn Abbey), conduisent à celui de William, duc de Cumberland (1759, Chatsworth House). Dans tous ces portraits-ci, il réemploie certains motifs de Van Dyck (dont l'emploi de costume de fantaisie) et la position des corps traduit en définitive l'assimilation de l'héritage antique retrouvé à Rome.
- Capitaine Robert Orme, 1756, 239 × 147 cm, National Gallery, Londres[13]
- Portrait de Miss Mary Pelham, vers 1757, musée d'Art de Dallas
- Le 4e Duc de Queensberry ('Old Q') en comte de March, 1759, 122 × 102 cm, Wallace Collection, Londres[14]
- Les Deux Waldegrave, vers 1761, Chantilly, musée Condé
- L'Honorable Henry Fane (1739–1802) avec Inigo Jones et Charles Blair, 1761–1766, huile sur toile, 255 × 361 cm, Metropolitan Museum, New York[15]
- General John Burgoyne, v. 1766, huile sur toile, 127 × 101 cm, Frick Collection, New York[16]

Les portraits féminins exécutés par Reynolds à cette époque révèlent progressivement plus d'audace : ainsi, celui d’Anne, comtesse Albemarle (1757-1759, National Gallery), la mère de Keppel, suggère un regard comme surpris en plein milieu d'une conversation ; cette technique semble inspirée de Jean-Marc Nattier (croisé à Paris ?), et Reynolds la répétera, comme dans celui de Miss Mary Pelham (1757, collection privée). Après avoir déménagé dans l'été 1760, il est profondément marqué par le théâtre, la scène, et l'exercice du regard, des expressions qui s'y manifestent. Entre 1760 et 1762, il produit Lady Spencer et sa fille (Althorp, Collection Spencer) et Nelly O'Brien (Wallace Collection), qui annoncent déjà les portraits de Kitty Fisher ou de Mrs Abington en Miss Prue : soudain, aristocrates et comédiennes prennent le même air naturel, décontracté, à l'aise, franc. Le cadrage est plus serré et paradoxalement ces femmes semblent respirer.
- Miss Nelly O'Brien, 1762-1763, huile sur toile, 126 × 101 cm, Wallace Collection, Londres[17]
- Mrs Susanna Hoare et son enfant, 1763-1764, huile sur toile, 148 × 122 cm, Wallace Collection, Londres[18]
- George Clive (1720-1779) et sa famille avec un serviteur indien, 1765-1766, huile sur toile, 141 × 174 cm, Gemäldegalerie (Berlin)[19].

Mais vers le milieu des années 1760, les portraits féminins de Reynolds changent radicalement : ses modèles prennent des poses antiques, figurent des allégories, se figent.
- Portrait de Frances Godde, vers 1767, huile sur toile, 76 × 64 cm, musée des beaux-arts de Dijon[20].
- Mrs Abington, 1771, New Haven, Centre d'art britannique de Yale

### Dernier voyage à Paris en 1771
Après son dernier voyage à Paris l'été 1771, il manifeste un intérêt croissant pour les scènes de drame et de terreur. Le Comte Ugolin et ses enfants dans leur cachot (1771-1773, Collection Sackville) constitue la première toile d'une série, et aussi la plus célèbre : en 1775, lord Sackville l'achète pour 400 guinées, une somme considérable ; toute la presse britannique en parle, et sur le continent, Paris s'en émeut. Cette agitation dans les compositions de Reynolds se retrouve dans ses portraits : celui de Lady Spencer en habit de cheval (vers 1775, collection particulière) montre, à l'opposé des canons officiels, une femme quasi échevelée. Dans ce nouveau souffle qui traverses les tableaux de Reynolds, les critiques verront les véritables débuts du romantisme.

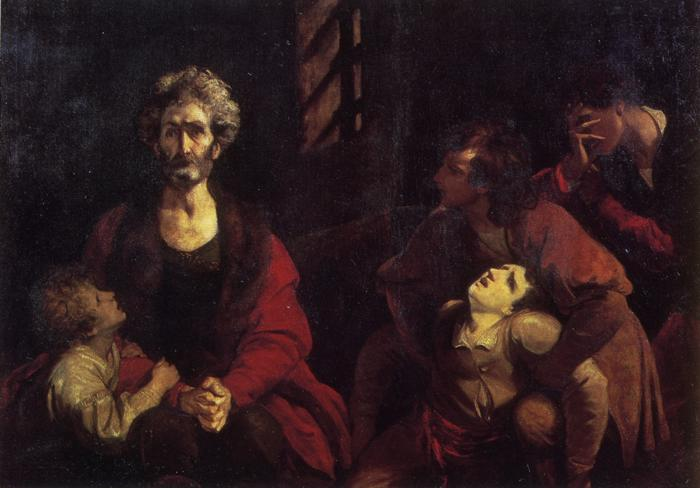
Le Comte Hugolin, 1770-1771
Knole (Kent), National Trust

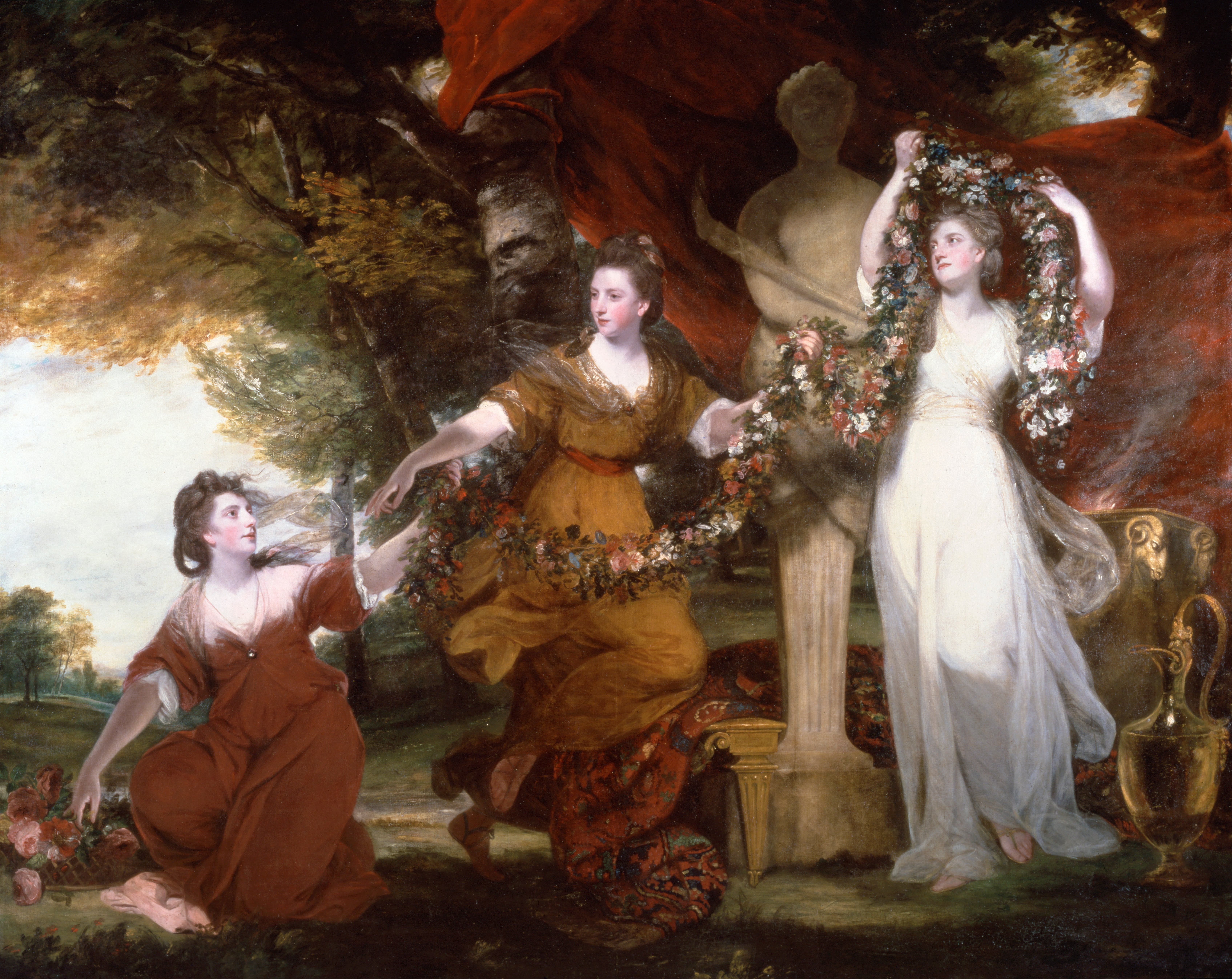
Les Sœurs Montgomery, 1773
Tate Britain

- Le Comte Hugolin et ses enfants dans le donjeon, 1770-1773, huile sur toile, 52 × 72 cm, Knole, Kent, National Trust[21]
- Joseph Banks, 1771-1773, National Portrait Gallery, Londres
- Les Sœurs Montgomery : trois femmes ornant un terme de l'Hymen, 1773, huile sur toile, 234 × 291 cm, Tate Britain, Londres[22]
- Lady Cockburn et ses enfants, 1773, 141 × 113 cm, National Gallery, Londres[23]
- Mrs Elizabeth Carnac, v. 1775, huile sur toile, 240 × 146 cm, Wallace Collection, Londres[24]

Tournant d'autant plus intrigant, que, dans le même élan, Reynolds se tourne vers la composition de portraits d'enfants tour à tour ambigus, éthérés ou versant dans le pathos. Pendant plusieurs décennies ultérieures, ces tableaux-ci — dont le duo Cupidon porte-torche et Mercure vide-gousset (1774), admirés par Charles Dickens et d'une symbolique érotique évidente, ou encore le Robinetta (National Gallery) ou La Petite Fille au fraises (The Wallace Collection) — furent considérablement reproduits, devenant de véritables chromos, pour être ensuite rejetés au XXe siècle, escamotant l'étendue du talent, certes varié, comme insaisissable, de Reynolds (qui composa plus de 2 000 portraits, dont plus de 80 % de femmes). Pourtant, un tableau comme L'Écolier (1779, Metropolitan Museum of Art), qui représente un jeune mendiant, était considéré comme son chef-d'œuvre par William Mason.
- La Petite fille aux fraises, 1772-1773, huile sur toile, 77 × 64 cm, Wallace Collection, Londres[26]
- Miss Jane Bowles, v. 1775, huile sur toile, 109 × 89 cm, Wallace Collection, Londres[27]
- Autoportrait, 1775, huile sur toile, 71 × 58 cm, Musée des Offices, Florence, commandé par le grand-duc[28]
- Saint Jean Baptiste dans le désert, v. 1776, huile sur toile, 132 × 102 cm, Wallace Collection, Londres[29]
- L'enfant Samuel, 1776, huile sur toile, 89 × 70 cm, Montpellier, musée Fabre

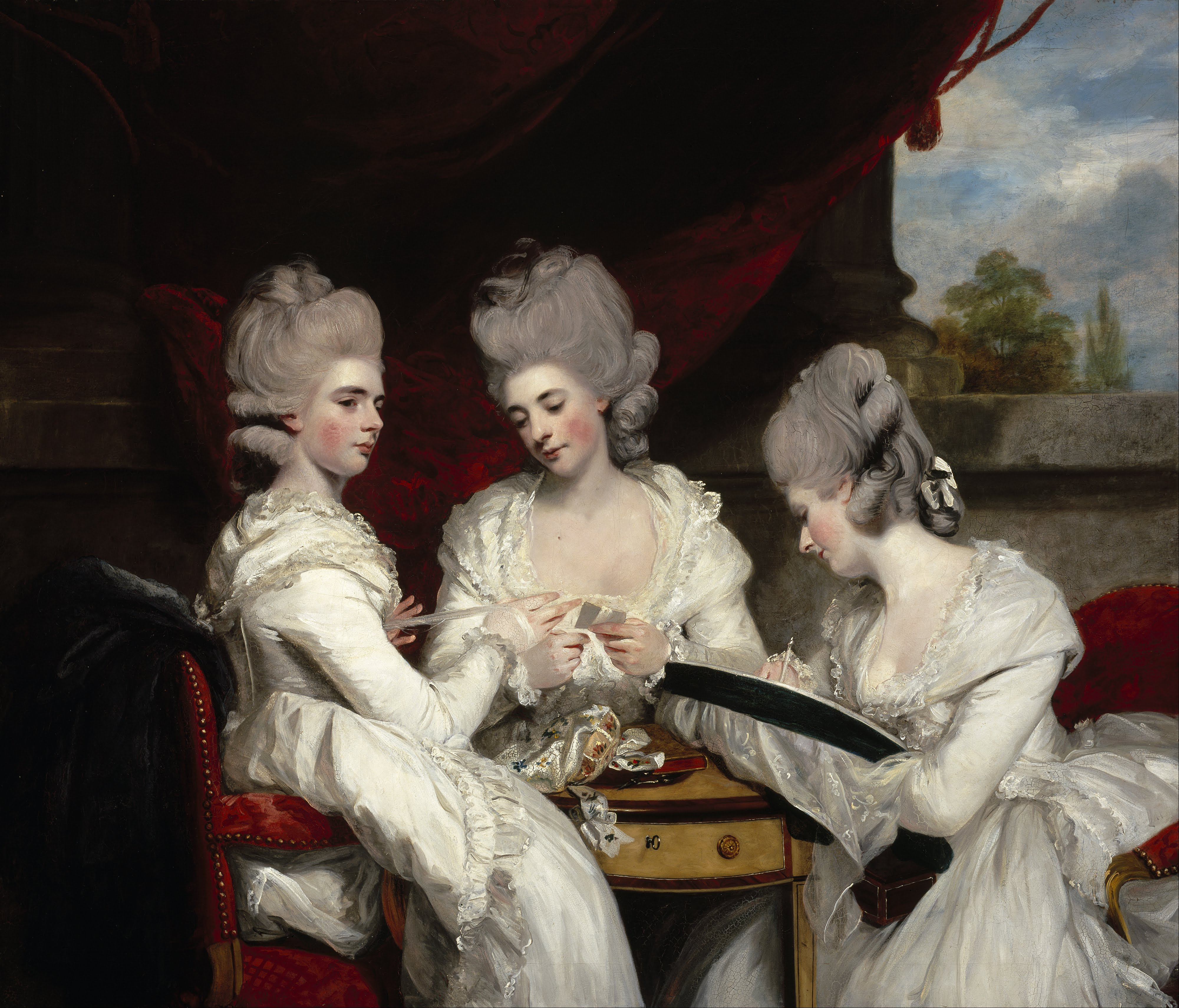
The Ladies Waldegrave, 1780
Galerie nationale d'Écosse

- Lady Elizabeth Delmé et ses enfants, 1777-1779, huile sur toile, 238 × 147 cm, National Gallery of Art, Washington[30]
- Autoportrait, 1779-1780, Royal Academy[31].
- Lady Elizabeth Seymour-Conway, 1781, huile sur toile, 86 × 71 cm, Wallace Collection, Londres[32]
- Frances, Comtesse de Lincoln, 1781-1782, huile sur toile, 86 × 72 cm, Wallace Collection, Londres[33]
- Mrs Mary Nesbitt, 1781, huile sur toile, 76 × 63 cm, Wallace Collection, Londres[34]
- Capitaine George K. H. Coussmaker (1759–1801), 1782-1783, huile sur toile, 238 × 145 cm, Metropolitan Museum, New York[35]
- Mrs Mary Robinson (Perdita), 1783-1784, huile sur toile, 77 × 63 cm, Wallace Collection, Londres[36]
- Une nymphe et un cupidon: "Le serpent dans l’herbe", exposé en 1784, huile sur toile, 124 × 99 cm, Tate Britain, Londres[37]

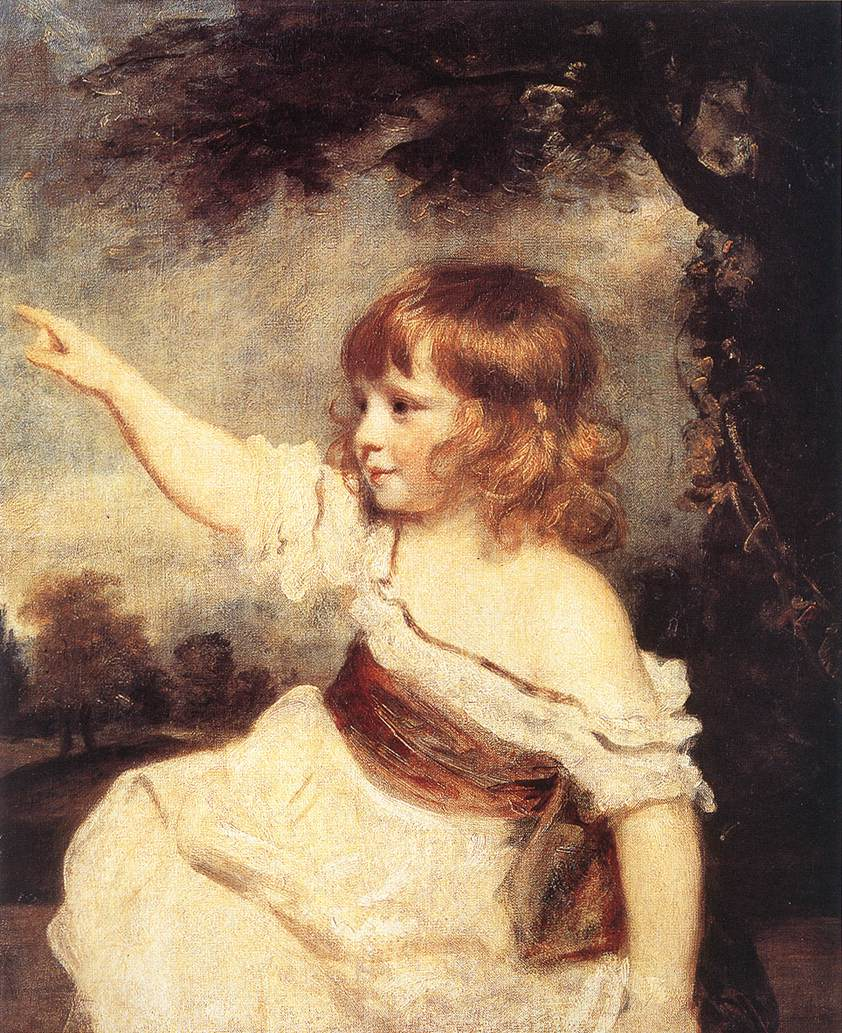
Master Hare, 1788-1789
Musée du Louvre

En 1785, Catherine de Russie lui commande Hercule enfant, une grande composition de trois mètres sur trois, inspirée du mythe, qui est exposée à la Royal Academy trois ans plus tard puis expédié à Saint-Pétersbourg (musée de l'Ermitage). Boudé par la critique, l'un des derniers grands tableaux de Reynolds enthousiasma ses confrères, tels James Barry ou Johann Heinrich Füssli, dans un compte-rendu paru dans Analytical Review (1788). La souveraine mit plusieurs années à régler la somme de 1 500 guinées, et ce sont les héritiers du peintre qui en reçurent paiement.
- Mrs Sophia Musters en Hébé, 1785, Kenwood House, English Heritage[39]
- Hercule enfant étranglant les serpents, 1786, huile sur toile, 303 × 297 cm, Musée de l'Ermitage, Saint-Pétersbourg, commandé par Catherine II[40]
- Selina, Lady Skipwith, 1787, huile sur toile, 128 × 102 cm, Frick Collection, New York[41]
- Mrs Jane Braddyll, 1788, huile sur toile, 75 × 63 cm, Wallace Collection, Londres[42]
- L'Amour détachant la ceinture de Vénus, 1788, huile sur toile, 127 × 101 cm, musée de l'Ermitage, Saint-Pétersbourg, copie pour Lord Carysfort, de la Nymphe de 1784 à la Tate Britain[43].
- Portrait de Francis George Hare, dit Master Hare, 1788-1789, huile sur toile, 107 × 93 cm, Musée du Louvre, Paris[44]

## Postérité
Dans ses Leçons de ténèbres, l'auteur italien Patrizia Runfola imagine une scène de la vie du peintre dans la nouvelle « On meurt même en Arcadie ».

## Galerie

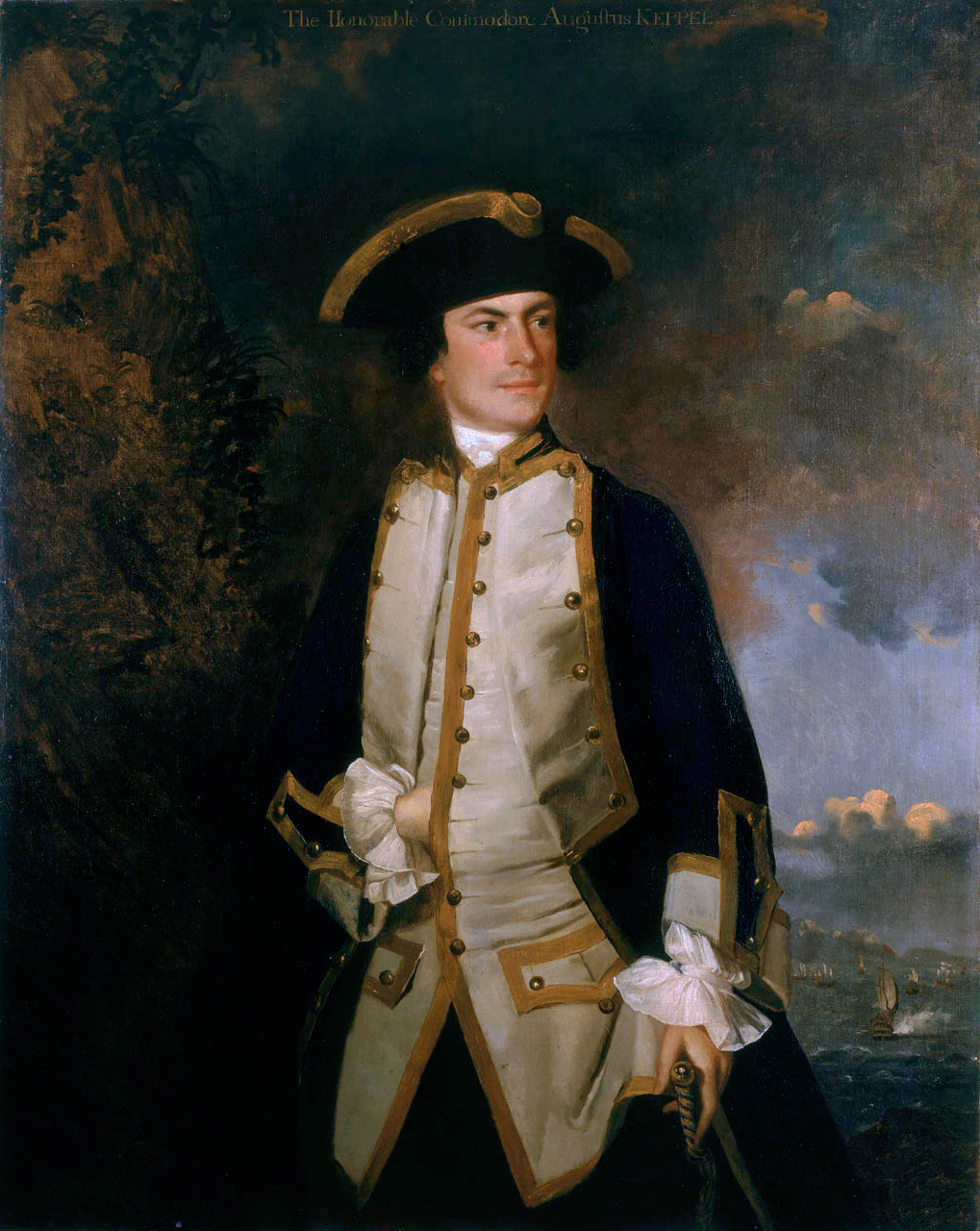
Commodore the Honourable August Keppel, (Reynolds's first portrait of Keppel), 1749
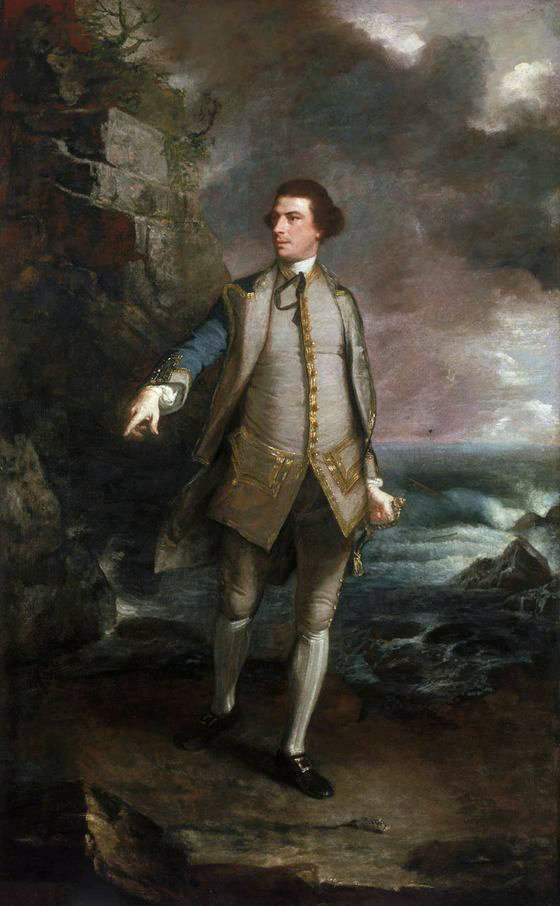
Captain the Honourable Augustus Keppel in the pose of the Apollo Belvedere, 1753
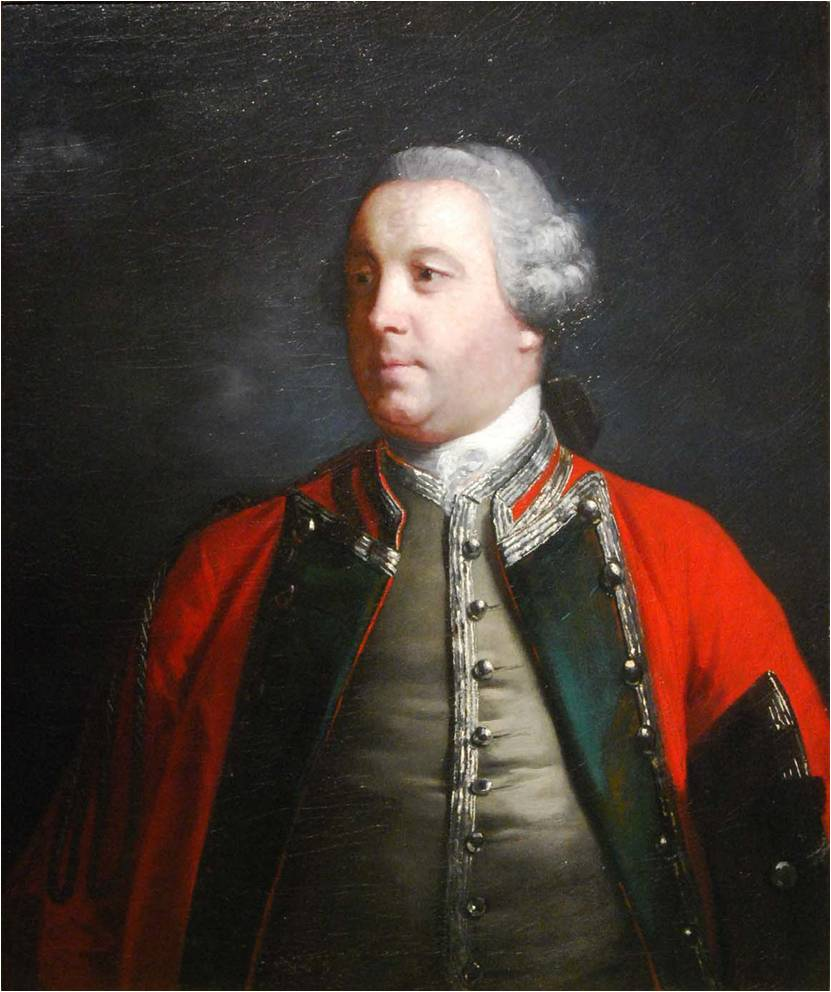
Edward Cornwallis (1756)
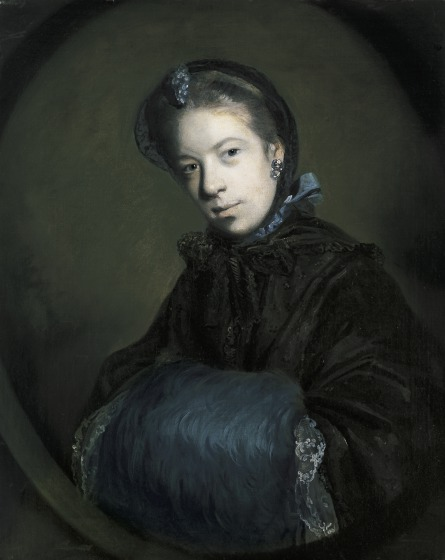
Portrait of Miss Mary Pelham, ca. 1757, musée d'Art de Dallas
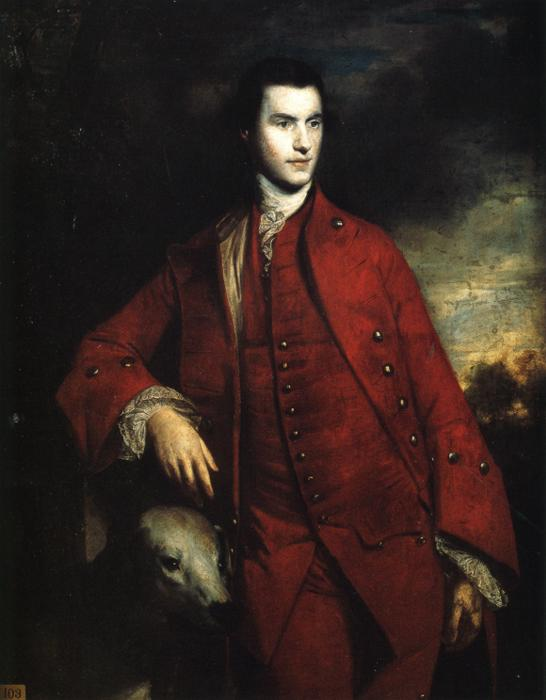
Charles Lennox, 3rd Duke of Richmond, 1758
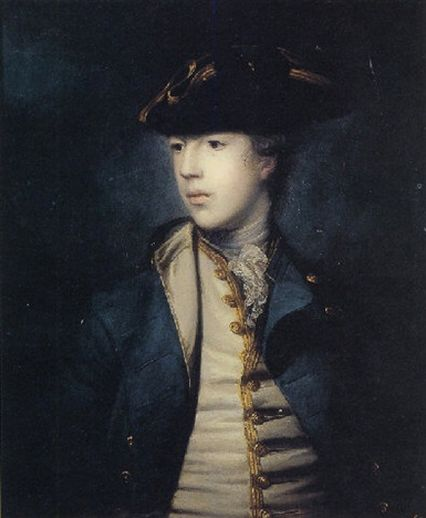
Francis Reynolds-Moreton (3e baron Ducie), 1758
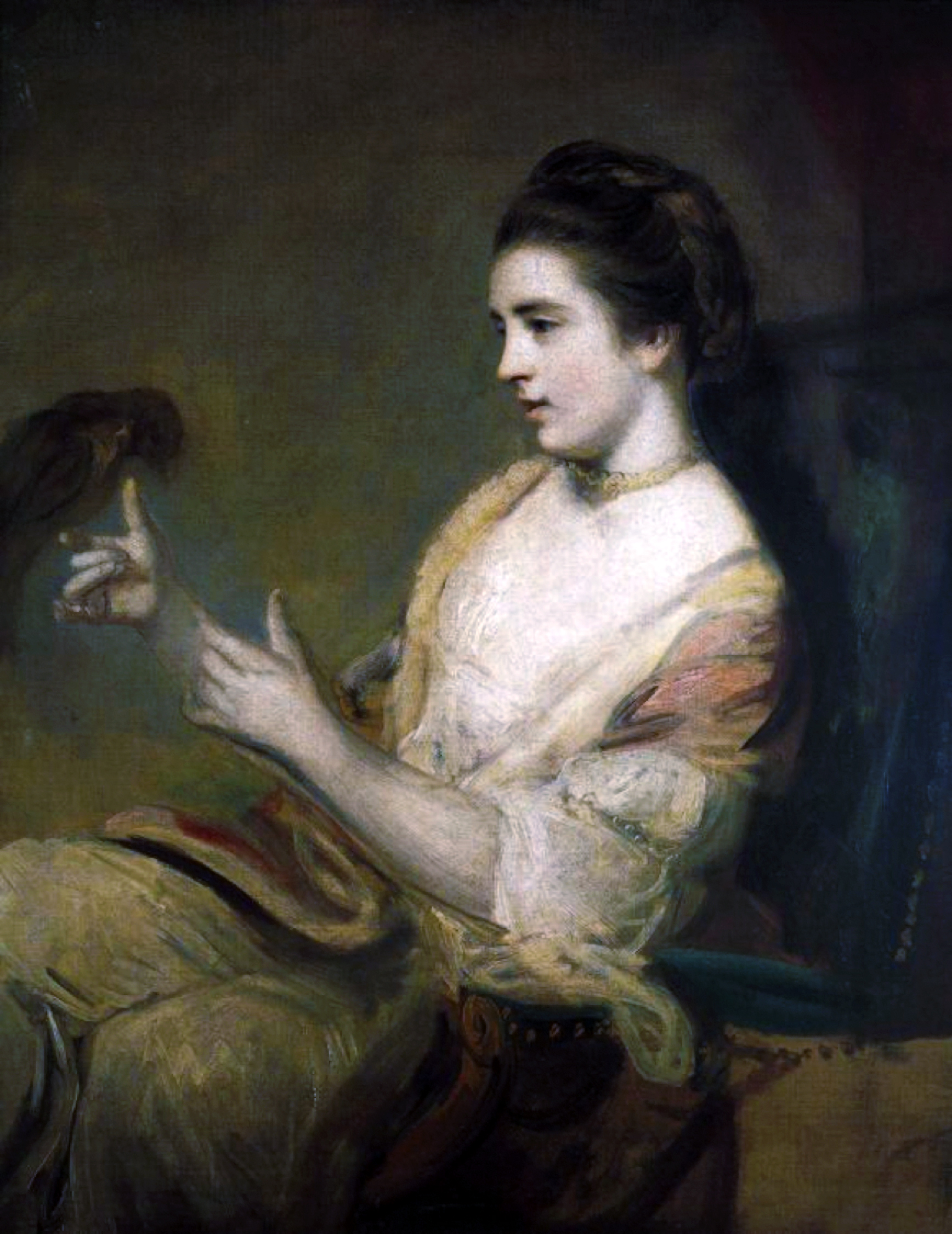
Kitty Fisher and Parrott [1763-1764]
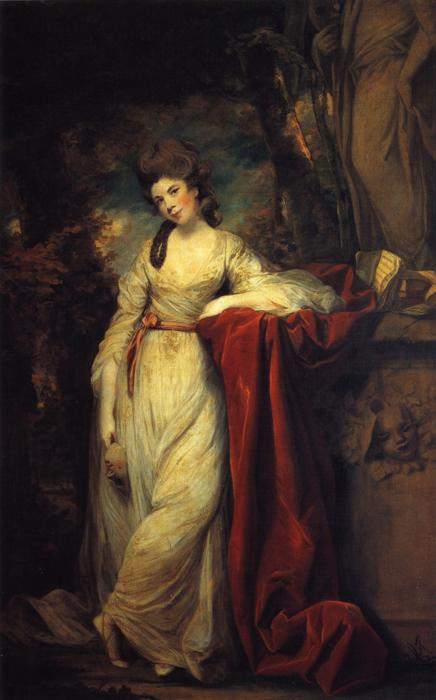
Mrs Abington as The Comic Muse, 1764–1768 at Waddesdon Manor
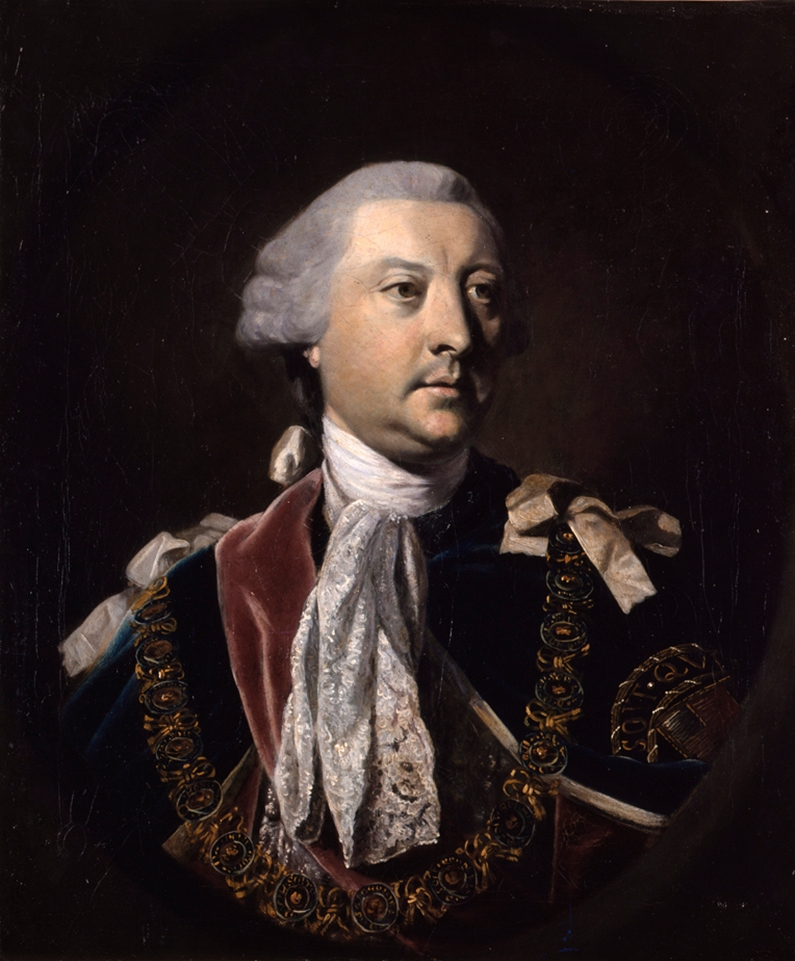
George Montagu-Dunk (2e comte d'Halifax) (1764)
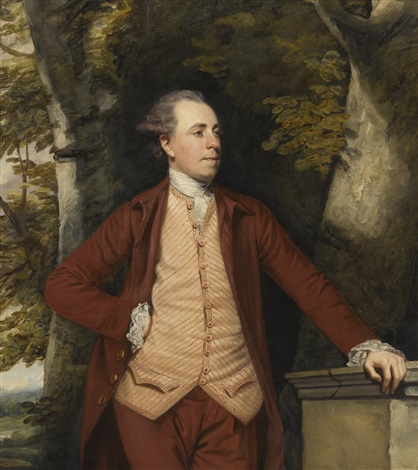
Richard Crofts of West Harling, Norfolk [1765]
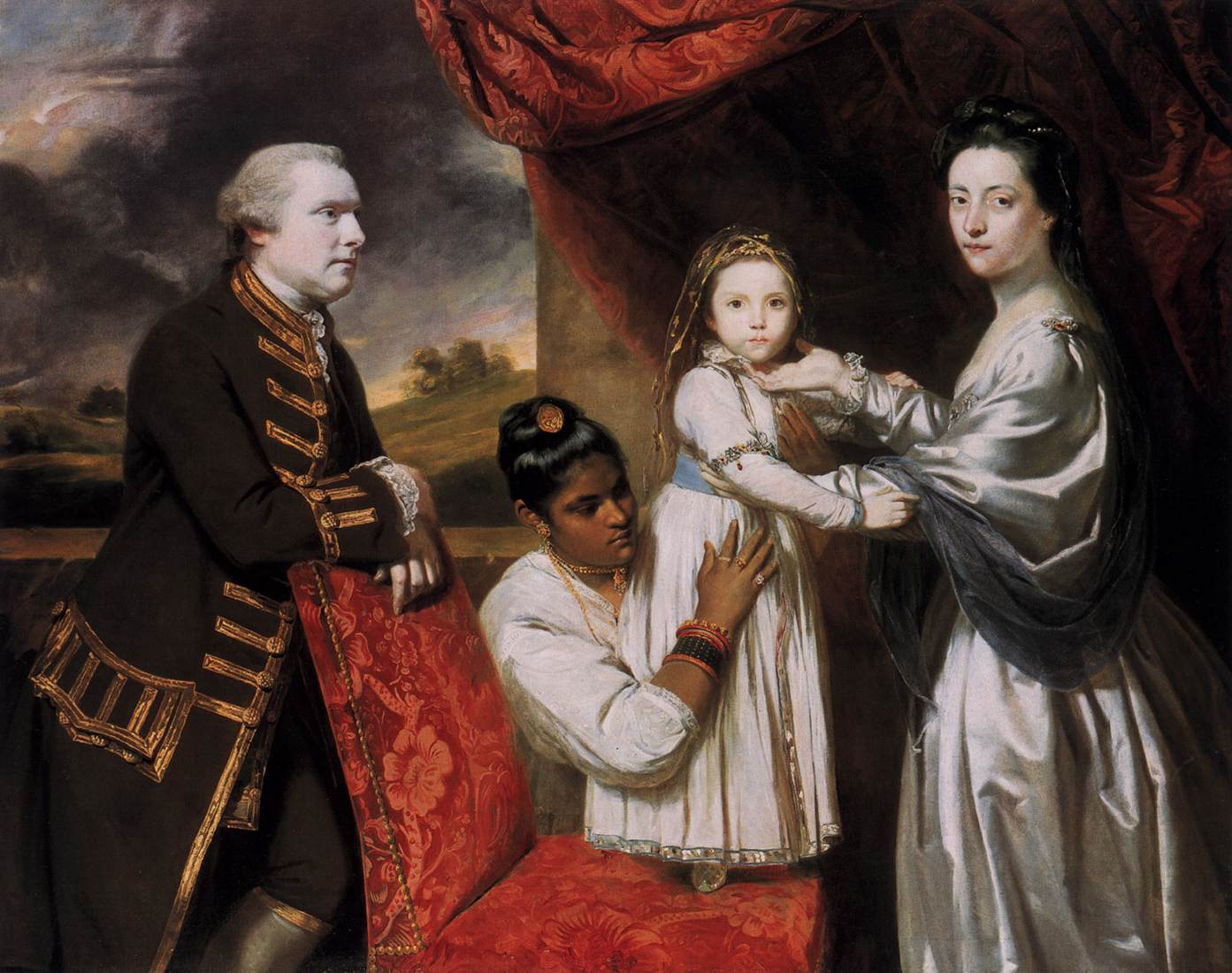
George Clive and his family with an Indian maid, 1765
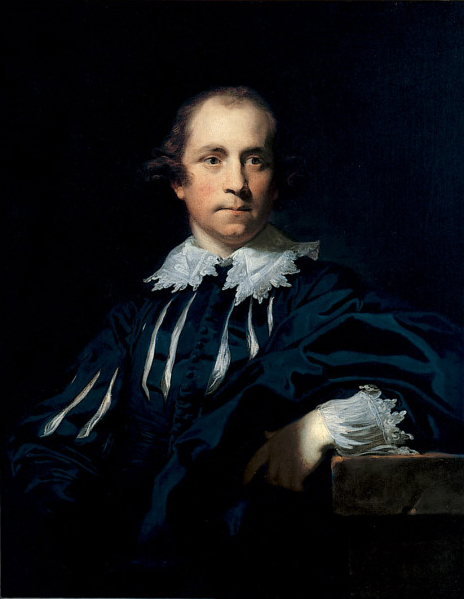
John Julius Angerstein, 1765,
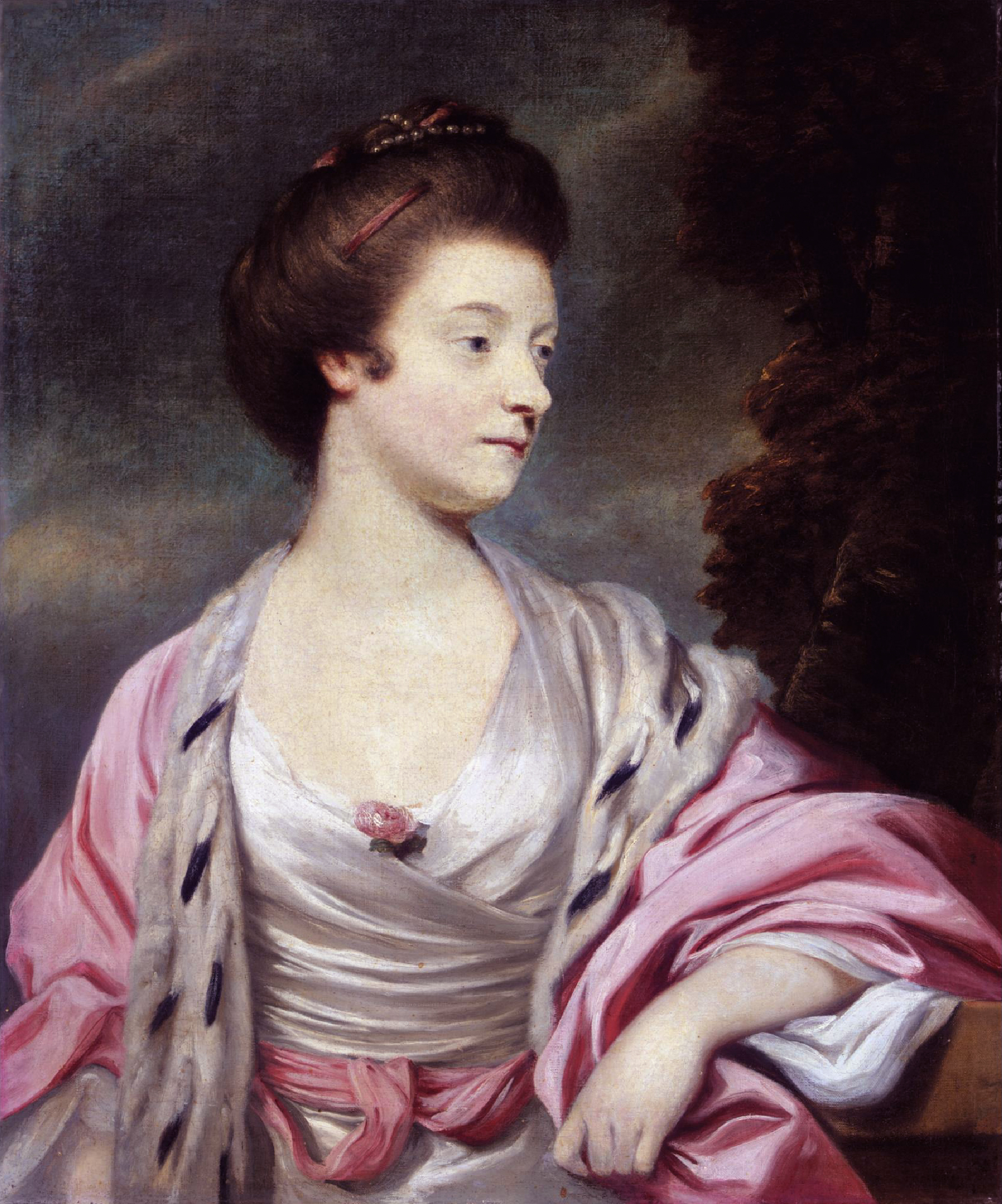
Elizabeth, Lady Amherst, 1767
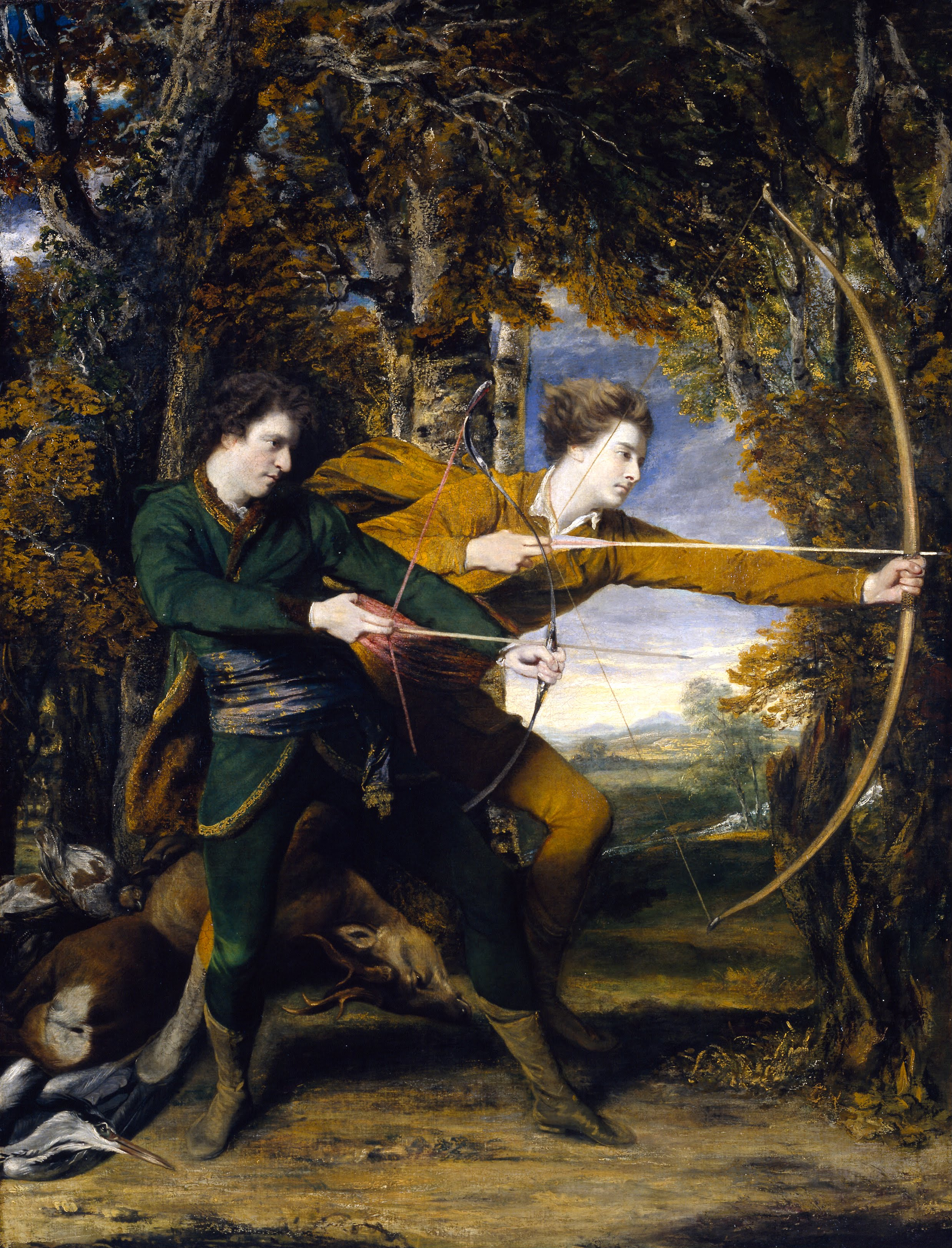
Colonel Acland and Lord Sydney, The Archers, 1769
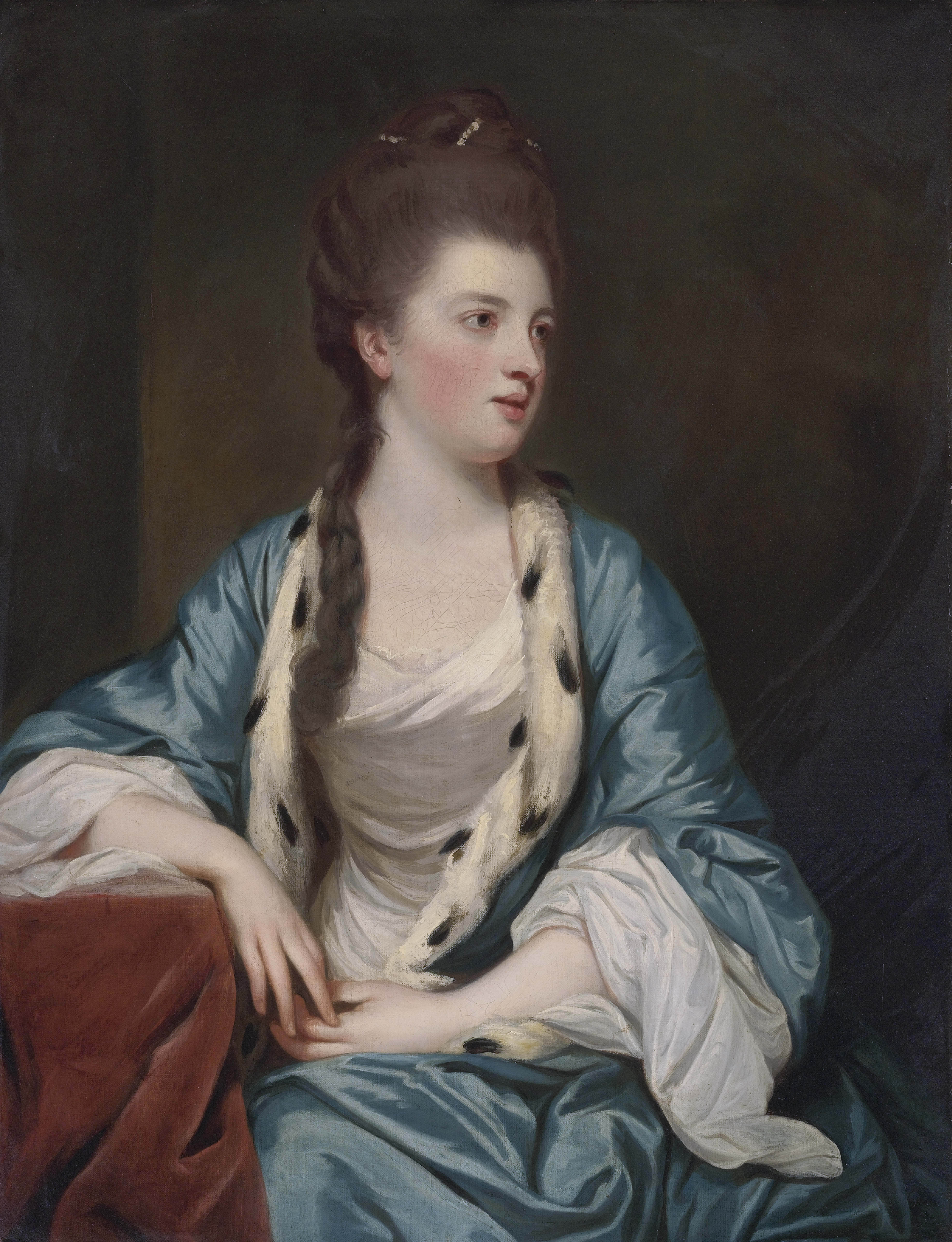
Portrait of Elizabeth Kerr, c. 1769
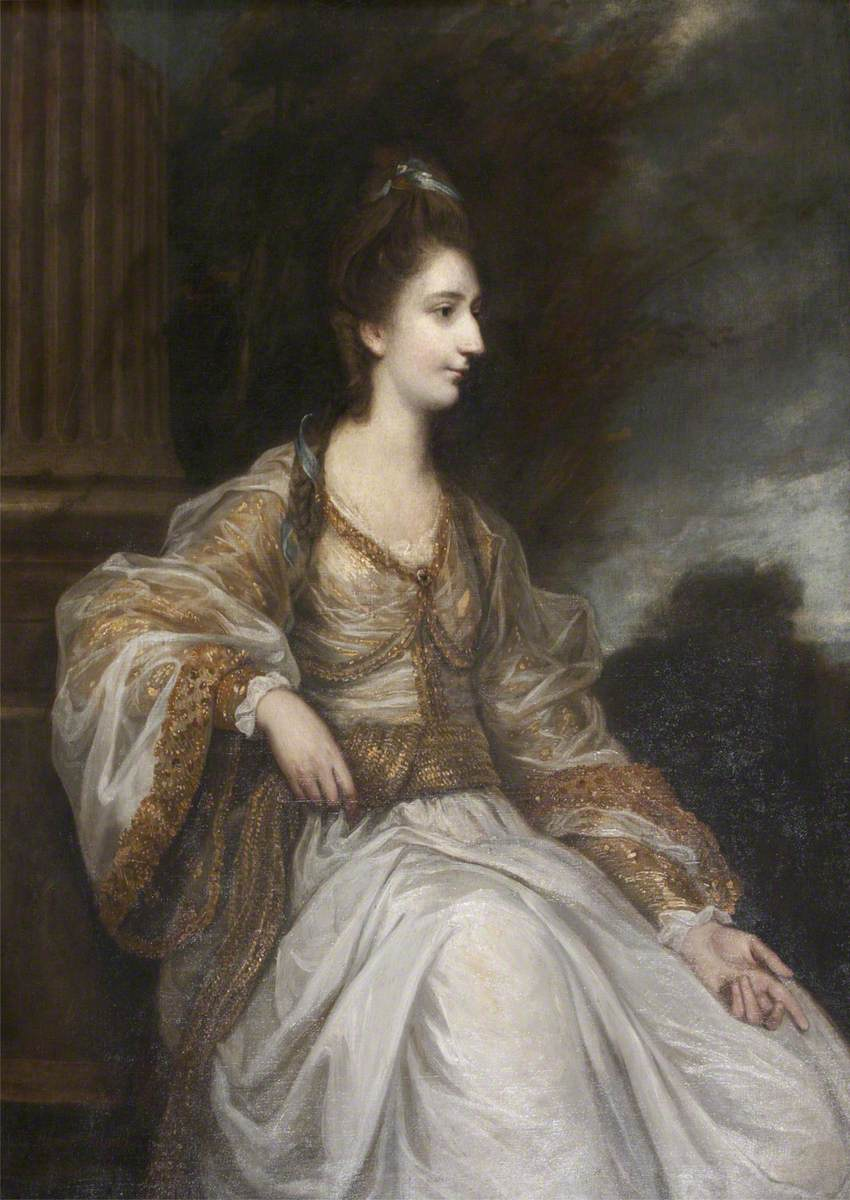
Lady Christian Acland
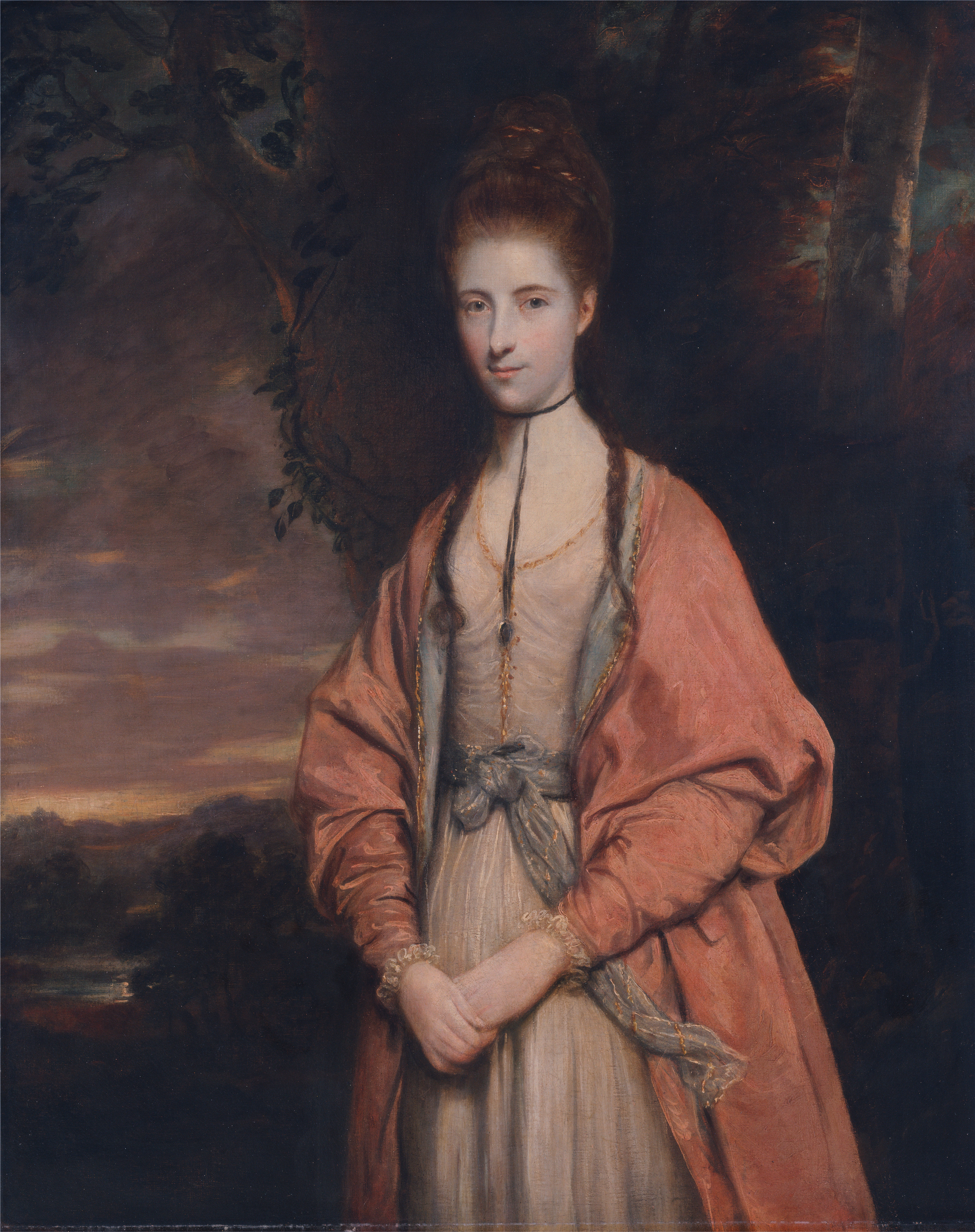
Anne Seymour Damer[1773]
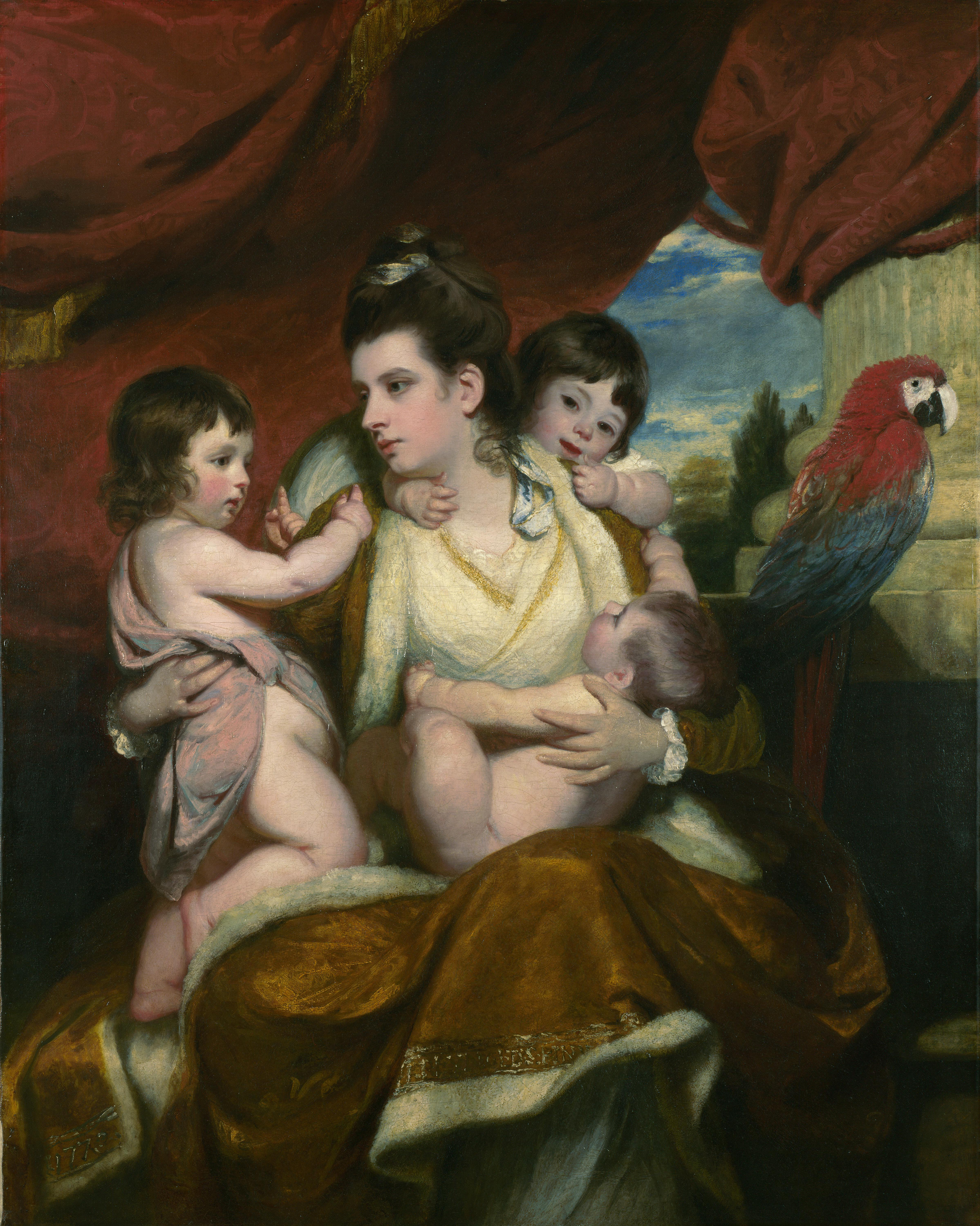
Lady Cockburn et ses enfants, 1773
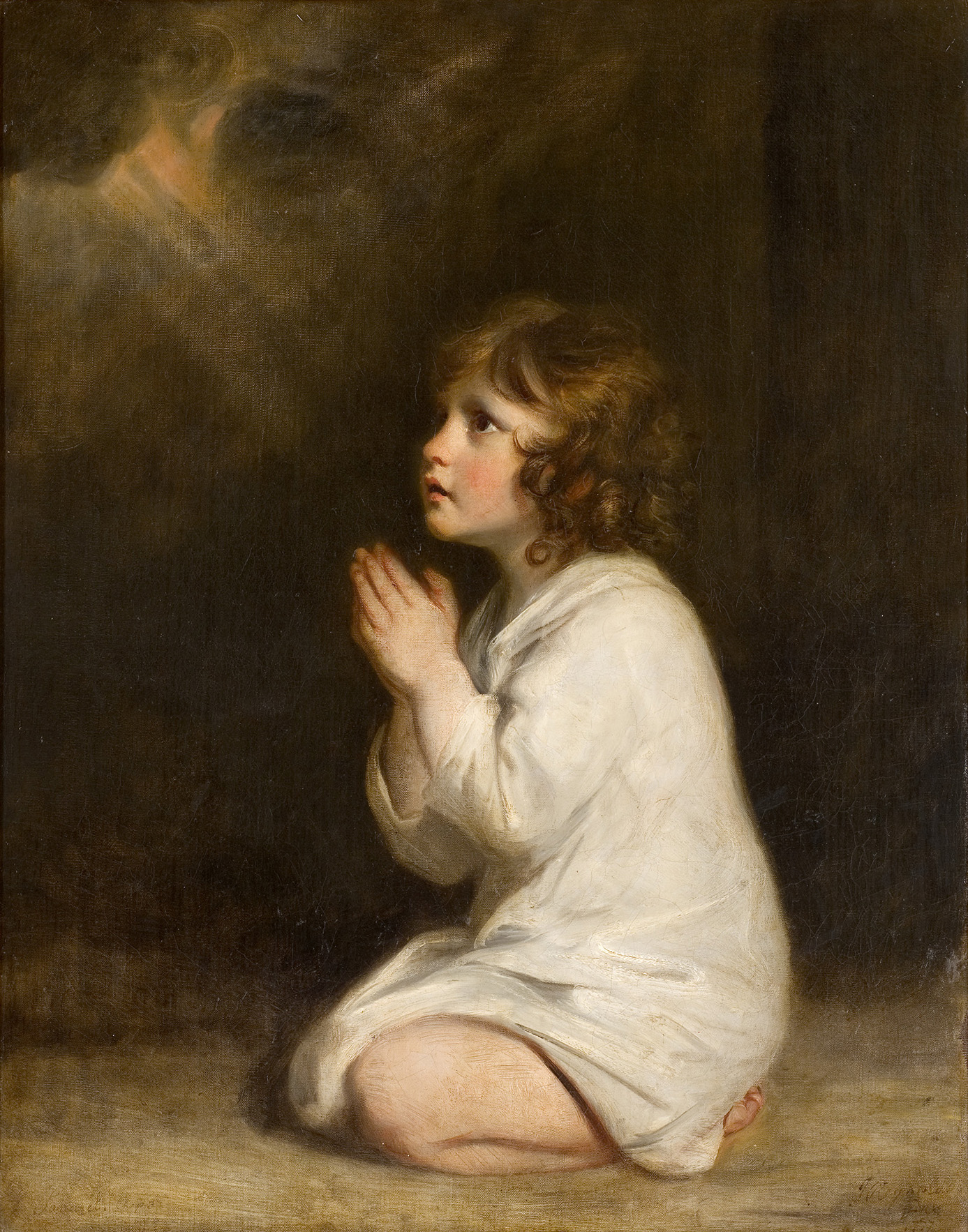
The Infant Samuel, 1776
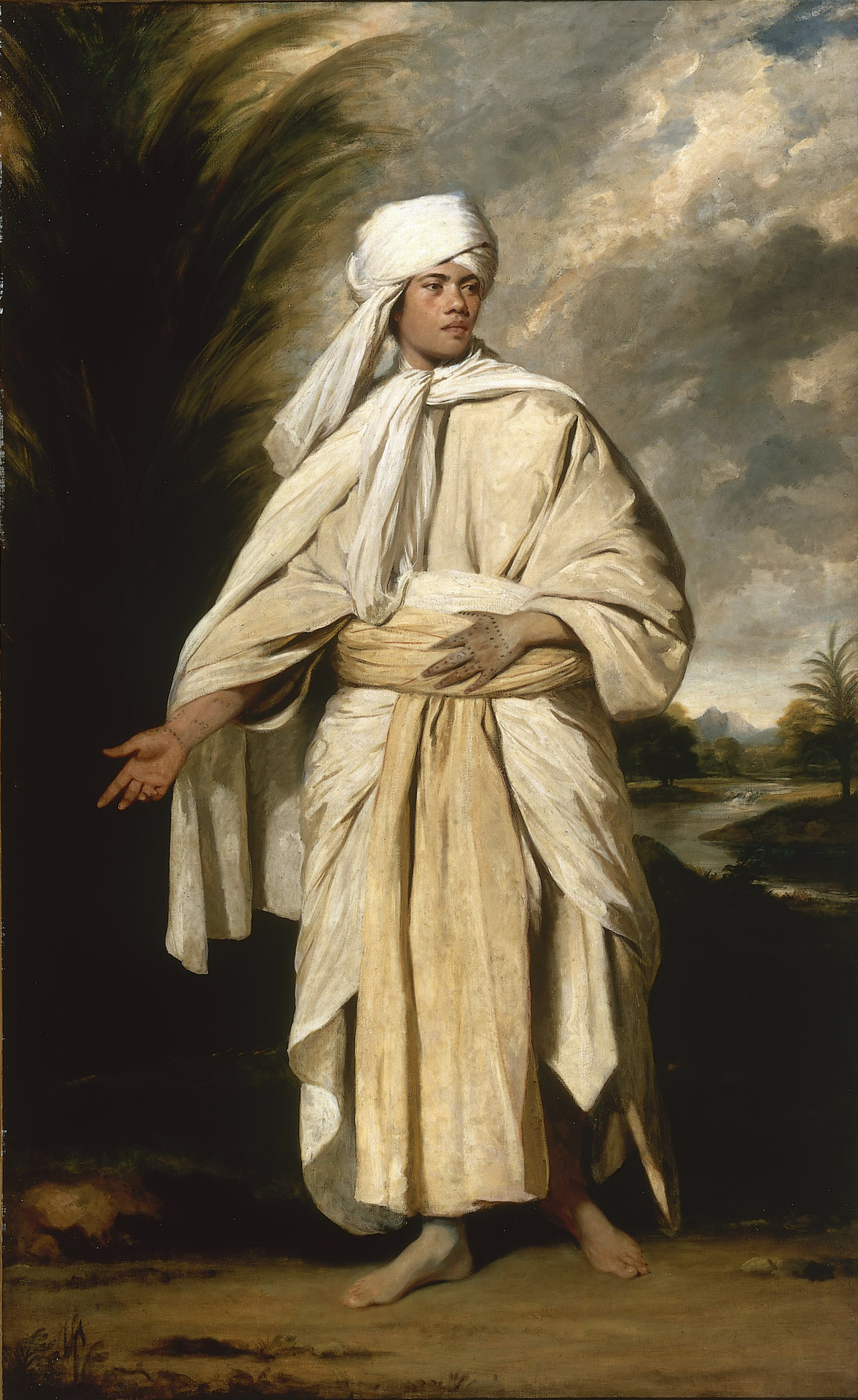
Omai, 1776
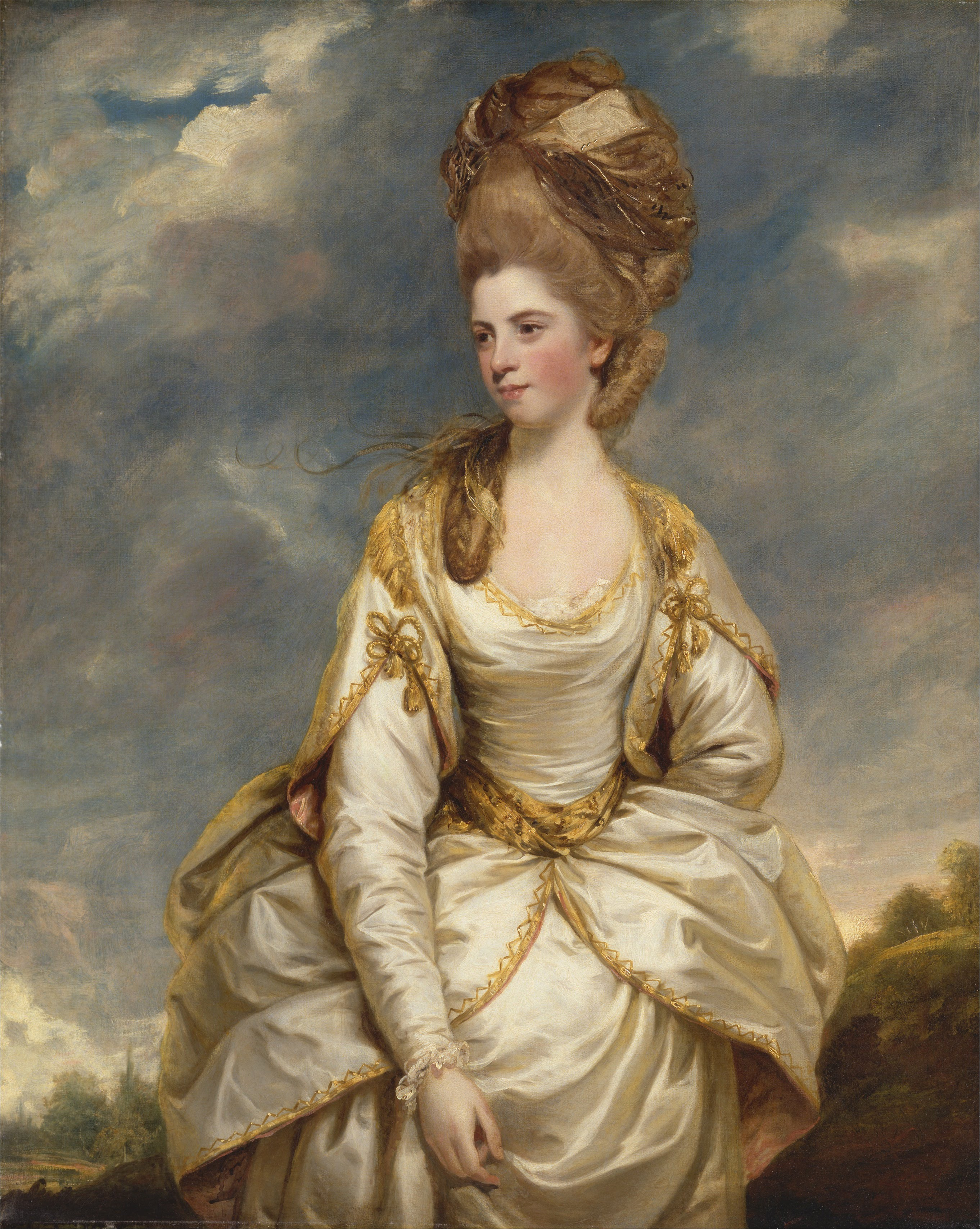
Sarah Campbell (1777)
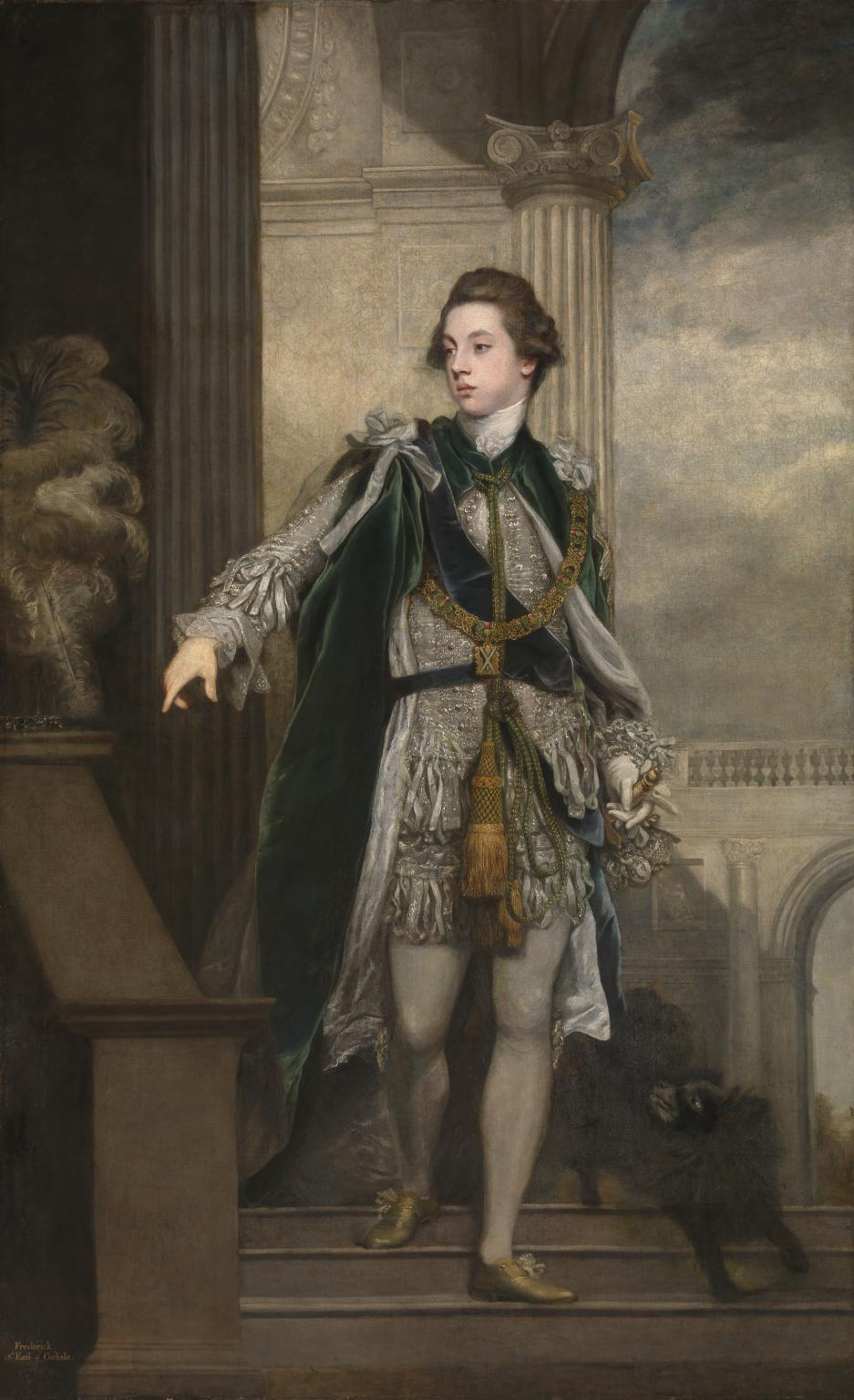
Lord Frederick Howard, 5th Earl Carlisle
Lady Caroline Howard, 1778
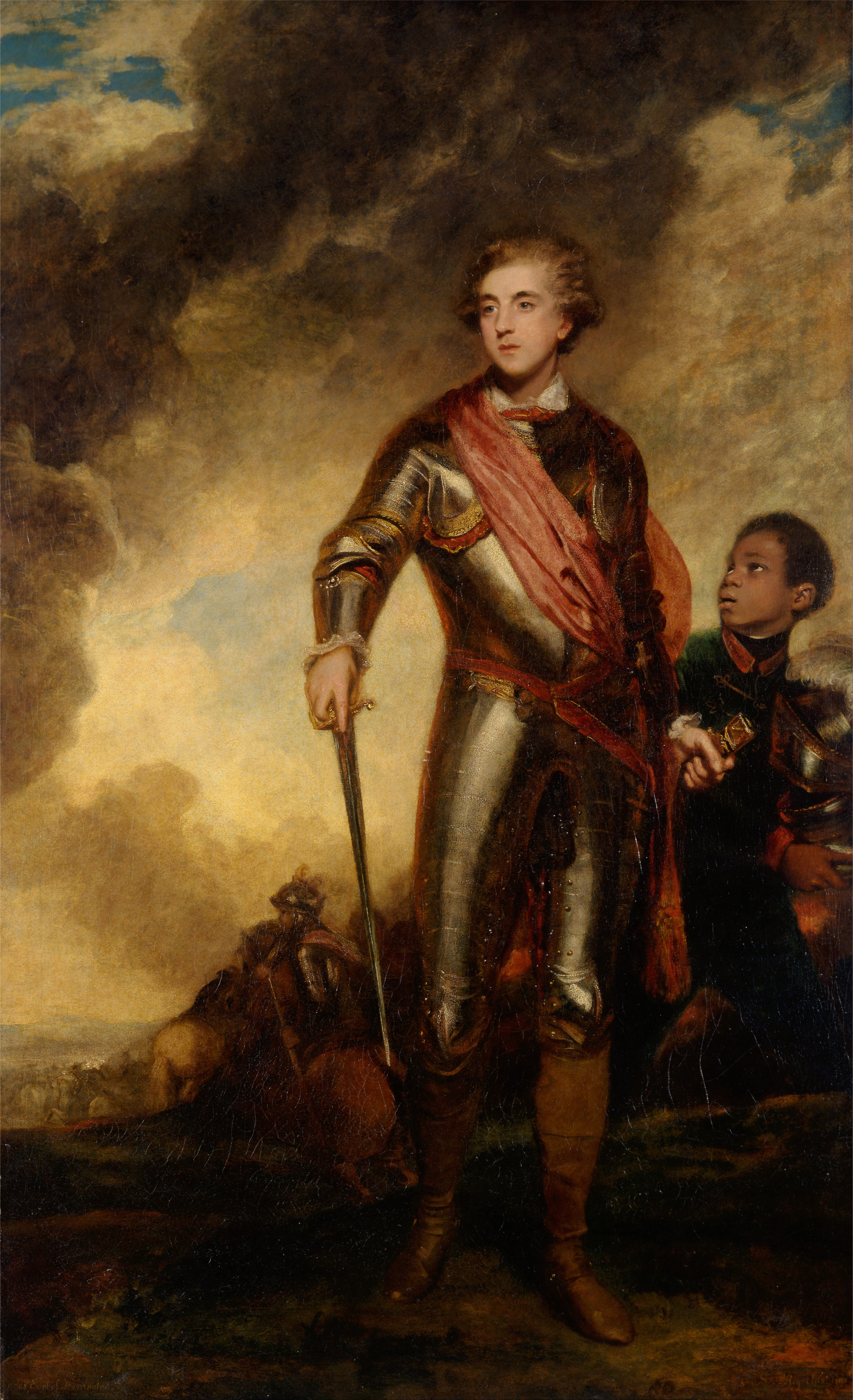
Charles Stanhope, 3rd Earl of Harrington
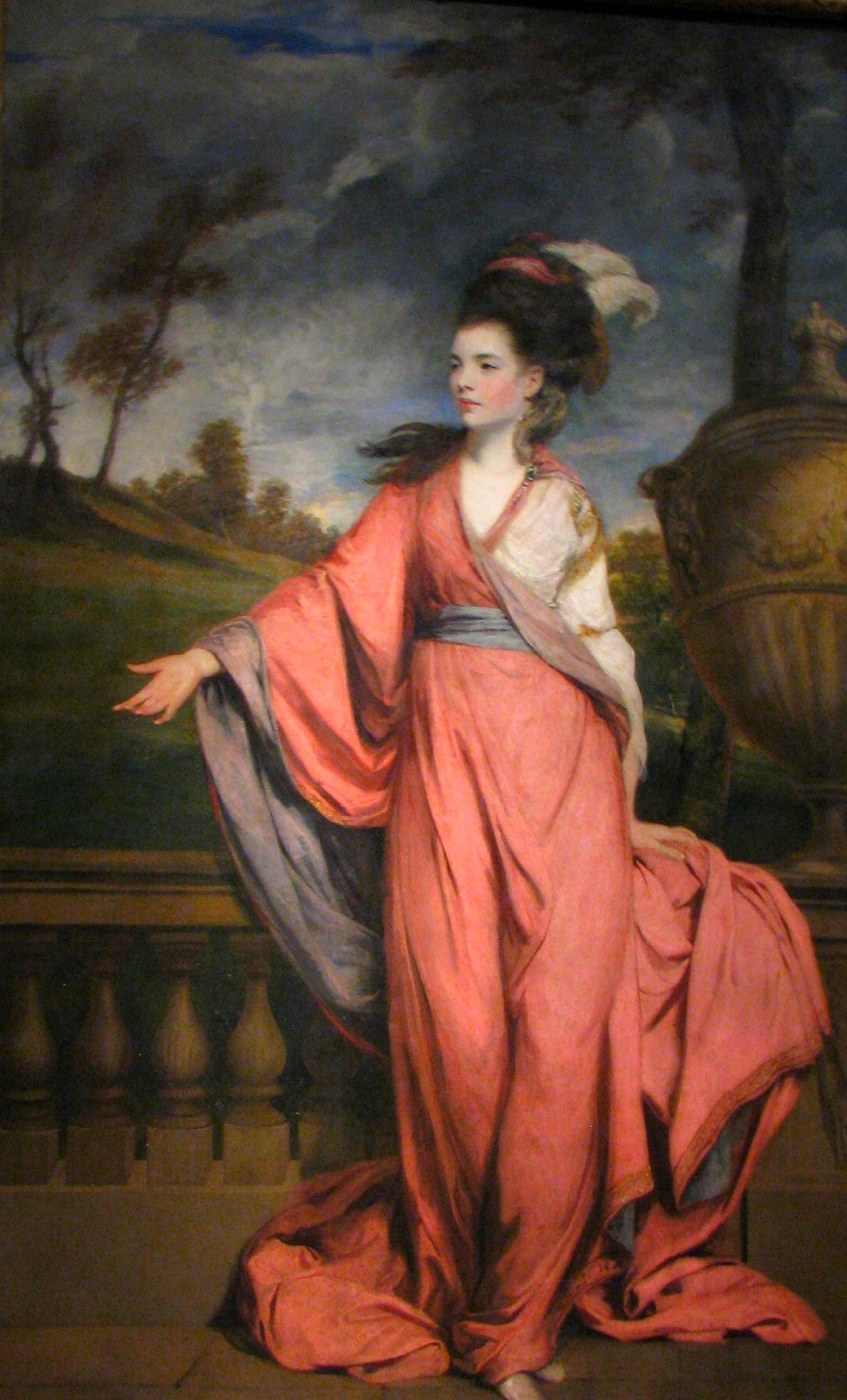
Jane, Countess of Harrington, 1778
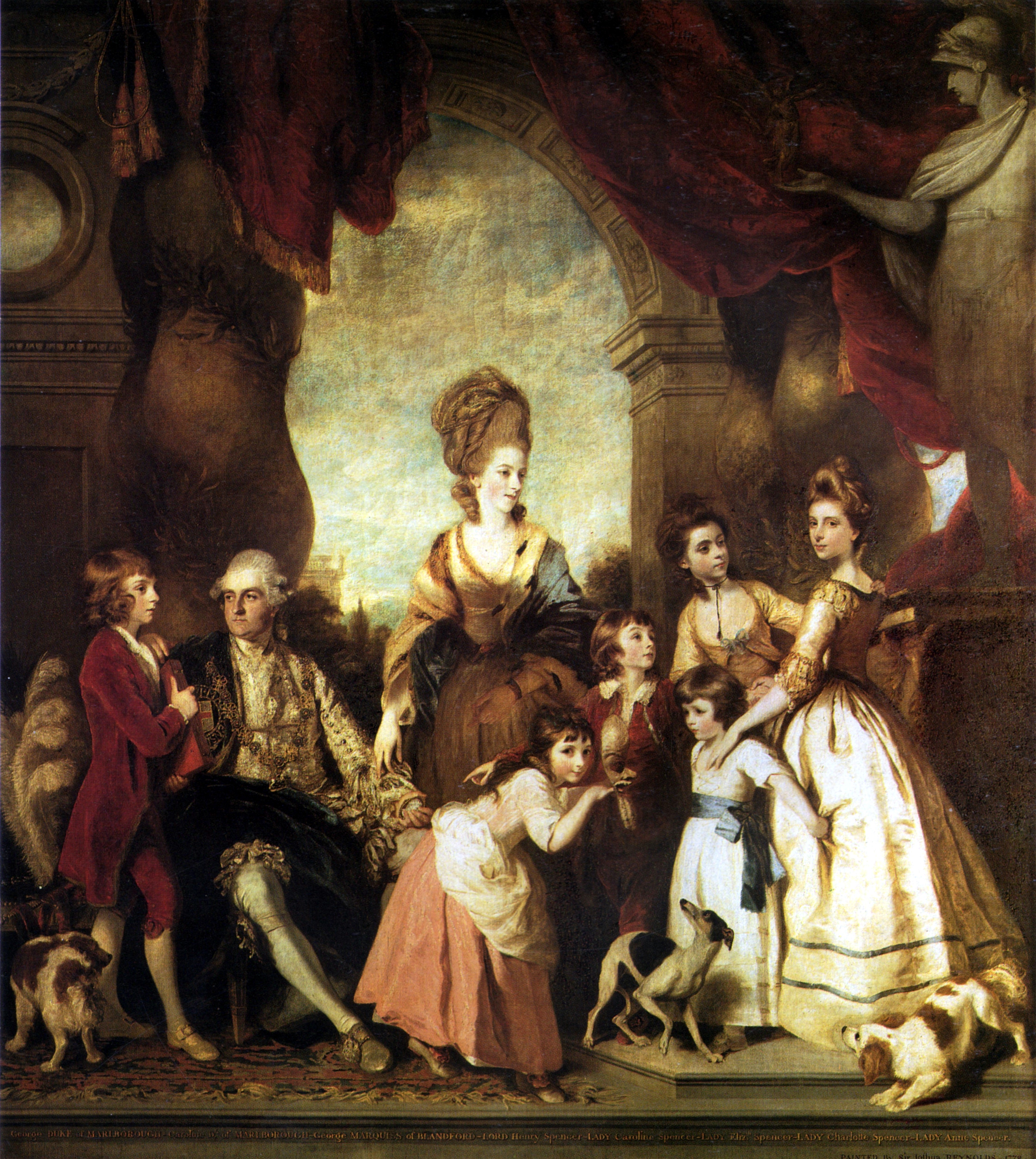
The Family of the Duke of Marlborough, 1778
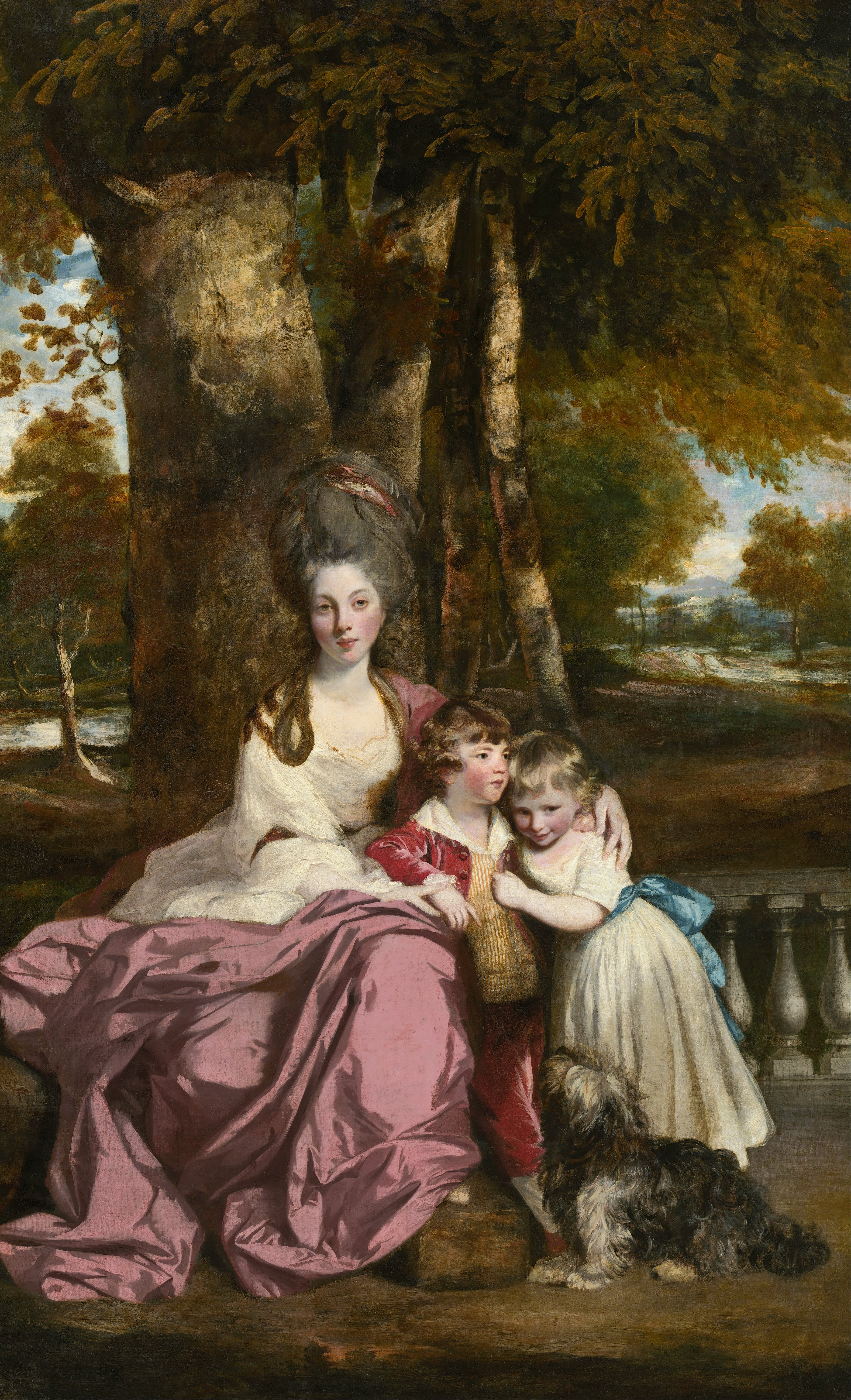
Lady Elizabeth Delmé and Her Children, 1779
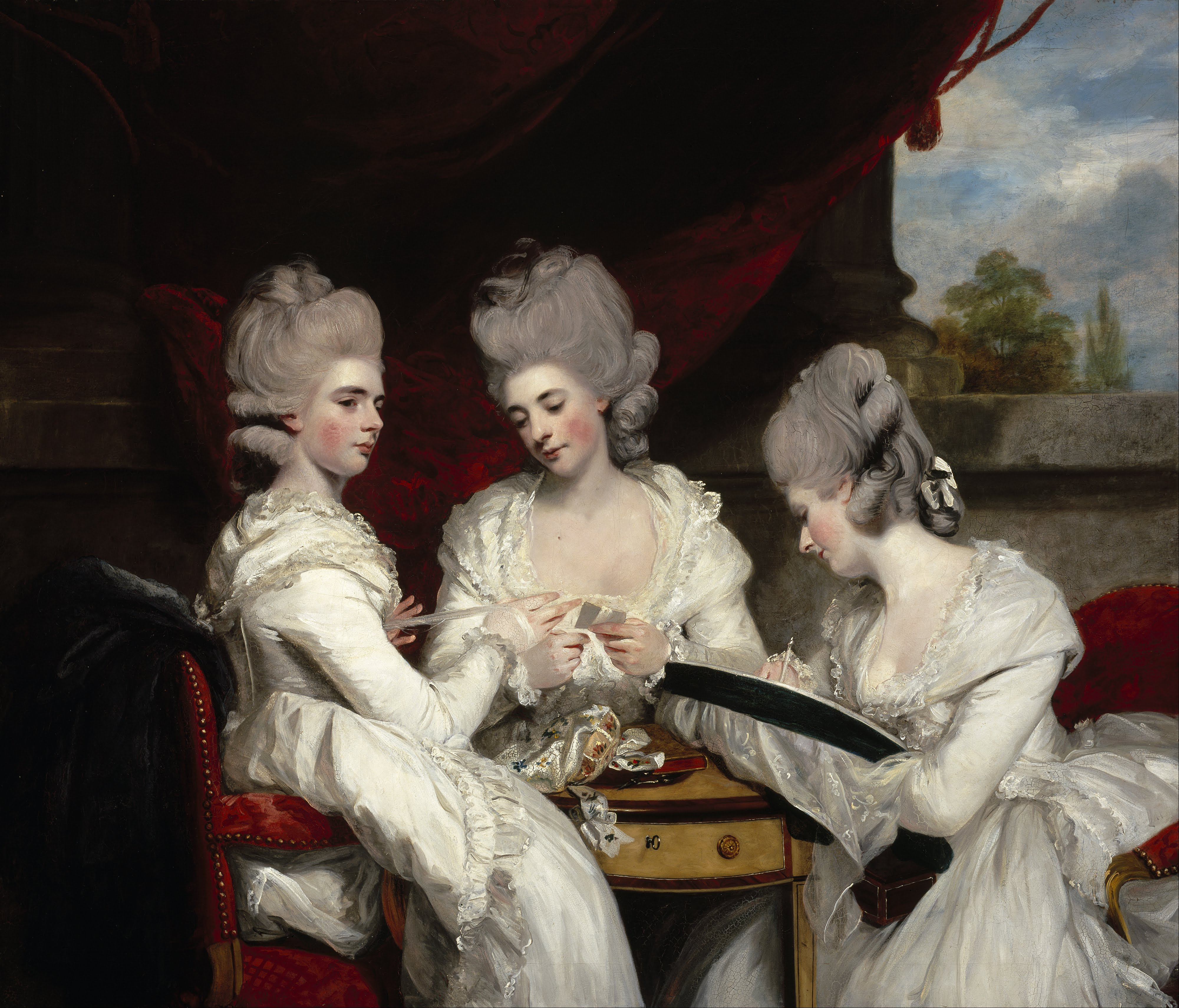
The Ladies Waldegrave (1780)
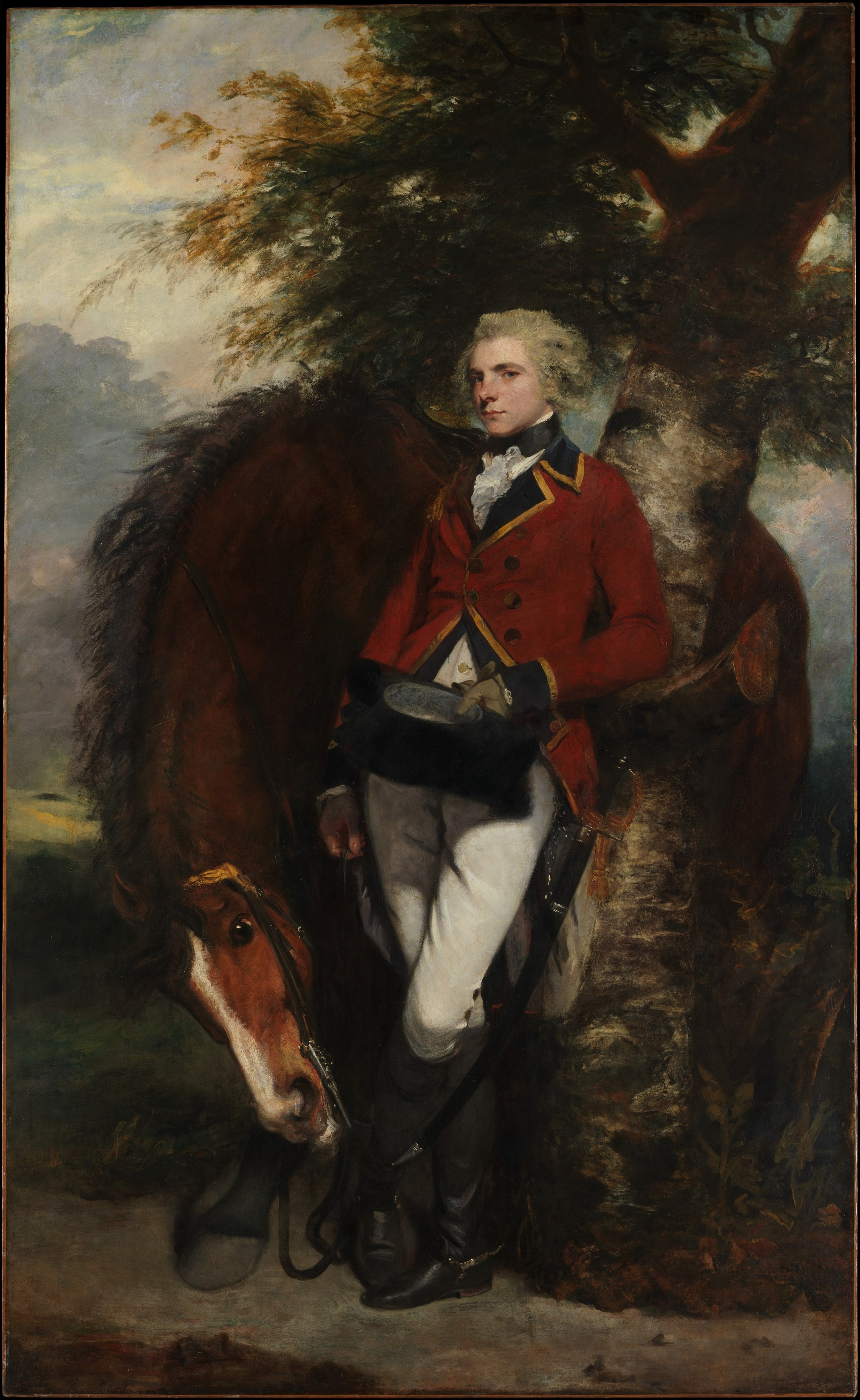
Capitaine George K. H. Coussmaker, 1782
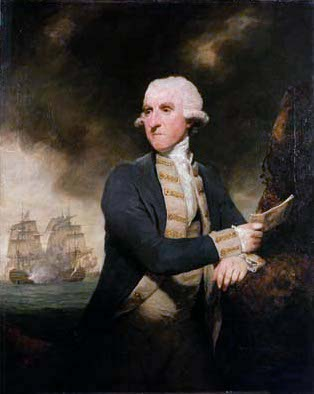
Admiral Hood, 1783
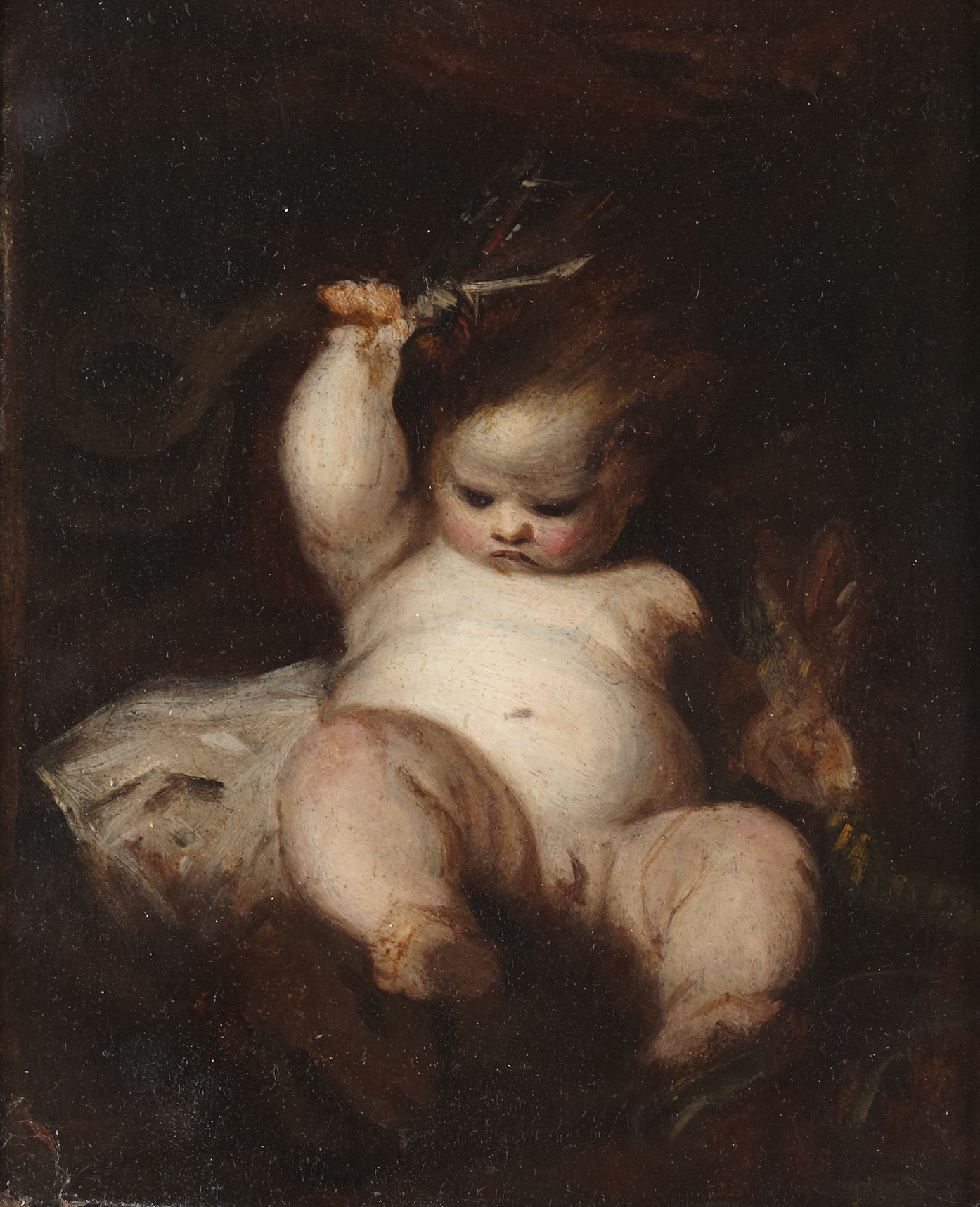
The Infant Hercules, c. 1785–1789, Princeton University Art Museum
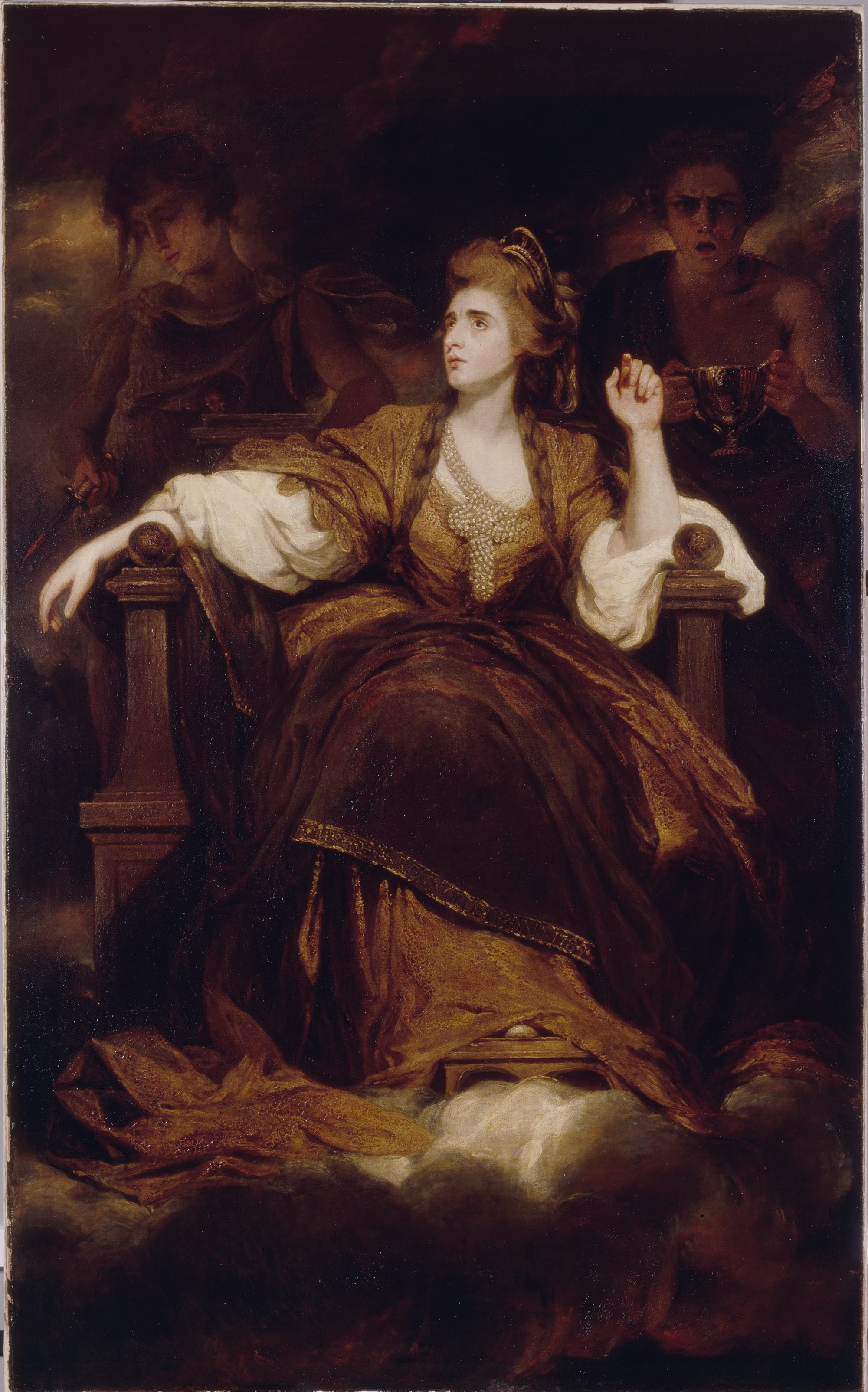
Sarah Siddons as the Tragic Muse, [1789] painting at The Huntington Library, San Marino (Californie)